# Scacchi eterodossi
Gli scacchi eterodossi (o varianti scacchistiche) sono modalità di gioco basate sugli scacchi, ma con un certo numero di cambiamenti. Questi possono includere:
- posizione iniziale differente
- differenti obiettivi (farsi dare matto, perdere tutti i pezzi)
- regole differenti per movimento, cattura e scacco
- tipi differenti di pezzi
- scacchiere differenti (dimensioni diverse, cilindriche, sferiche, tridimensionali ecc.)

Fra gli scacchi eterodossi sono annoverati anche giochi a diffusione locale, alcuni, anche più antichi dei moderni scacchi, quali chaturanga, shatranj, xiangqi e shōgi, possiedono delle caratteristiche in comune con gli scacchi moderni e derivano probabilmente da un precedente gioco comune.

## Giochi derivati dagli scacchi

### Scacchi con regole diverse

#### Scacchi progressivi
Nella variante Progressivi cambia il ritmo di gioco, fermo restando il resto. In particolare il bianco inizia effettuando una mossa, il nero prosegue con due, il bianco con tre e così via fino al matto finale o alla patta, che si verifica quando il numero dei pezzi rimasti non consente più di dare matto all'avversario.

Esistono numerosissime varianti progressive, tale regola può infatti essere applicata praticamente ad ogni gioco, scacchistico o no.

Facendo riferimento ad alcune regole di dettaglio possono essere individuate alcune modalità principali di gioco progressivo, che si differenziano in base:
- alla facoltà di interrompere la serie di mosse in certe condizioni:

1. progressivi italiani (Italian Progressive Chess) - la serie non può essere interrotta in nessun caso, se un giocatore che è in scacco può pararlo solo dando a sua volta scacco all'avversario con la prima mossa della propria serie, ha perduto la partita matto per impossibilità di controscacco.
2. scozzesi (Scottish Chess) - la serie si interrompe quando si dà scacco all'avversario, in genere perché si è costretti a farlo, ad esempio quando è l'unica possibilità di parare uno scacco.
3. scozzesi moderni (Scottish Modern Chess) - come negli scozzesi, ma la serie si interrompe anche se si mette un proprio pezzo in presa.
- alle limitazioni nel movimento dei pezzi:

4. progressivi inglesi (English Progressive Chess) - come negli scozzesi, ma non si può muovere due volte lo stesso pezzo/pedone nella stessa serie prima di aver mosso tutti i propri pezzi non bloccati.

#### Marsigliesi
Nella variante Marsigliesi invece di giocare una mossa singola ad ogni turno, se ne giocano due consecutivamente, una bi-mossa, fermo restando il resto.

Esistono due modalità di gioco marsigliese:
1. marsigliesi classici - in cui il bianco inizia fin dal primo turno a giocare una bi-mossa. Questa variante è risultata demolita in quanto il bianco, raddoppiando il classico vantaggio di iniziativa offertogli dal primo tratto già negli scacchi ortodossi, acquisisce una superiorità decisiva.
2. marsigliesi moderni - in cui il bianco inizia con una mossa, il nero risponde con una bi-mossa, poi si prosegue sempre con bi-mosse.

#### Avalanche chess (Valanga)
Ideata da Ralph Betza nel 1977, pure in questa variante ogni giocatore può muovere più pezzi nel proprio turno. Nel proprio turno un giocatore, dopo aver mosso un suo pezzo, deve muovere un pedone avversario uno spazio avanti. 
Le regole sono quelle normali, ad eccezione di queste varianti:
1. dopo aver mosso il proprio pezzo, un giocatore è obbligato a muovere un pedone avversario di uno spazio in avanti, se nessun pedone avversario può essere mosso, il turno passa all'avversario;
2. non si può usare un pedone avversario per catturare;
3. non si può muovere un pedone avversario di due spazi;
4. se si muove il pedone avversario per promuoverlo è l'avversario a decidere in quale pezzo promuoverlo;
5. se muovendo un pedone avversario si dà scacco al proprio re, l'avversario vince immediatamente la partita anche se nello stesso turno, con la mossa precedente, gli si è dato scacco matto;
6. un giocatore sotto scacco non è obbligato a uscire da uno scacco fino alla fine del turno.

#### Scacchi vinciperdi
Nella variante "Vinciperdi" lo scopo del gioco è far catturare all'avversario tutti i propri pezzi, compreso il re. La posizione di partenza dei pezzi è quella standard, mentre alcune regole sono diverse: l'arrocco non è consentito, la presa è obbligatoria (se un giocatore può catturare un pezzo avversario, è obbligato a farlo; se sono possibili più catture nello stesso turno, sta al giocatore decidere quale effettuare), il re è un pezzo come tutti gli altri (non esiste né scacco né scacco matto, il re può essere catturato); infine, i pedoni possono essere promossi anche a re, è quindi possibile avere più re dello stesso colore contemporaneamente sulla scacchiera.
Un giocatore vince la partita se non è più in grado di muovere. Questo può avvenire se non ha più pezzi, o in caso di stallo se questi sono bloccati (ad esempio un pedone con un pezzo avversario sulla casella davanti). Esistono due varianti del gioco:
- la vittoria si ha solo quando tutti i propri pezzi vengono catturati dall'avversario. In caso di blocco la partita è patta.
- la vittoria si ha anche in caso di stallo.

#### Scacco al cavallo
Scacco al cavallo o Knight mate chess è una variante del gioco degli scacchi in cui il ruolo di pezzo principale è assunto dal cavallo invece che dal re, come di consueto.

#### Atomic
La particolarità principale di questa variante è costituita dalle caratteristiche della cattura. Quando avviene una cattura vengono eliminati dalla scacchiera tutti i pezzi (tranne i pedoni) che si trovano nel quadrato formato dalle case adiacenti (in orizzontale, verticale e diagonale) alla casa su cui è avvenuta la cattura. Oltre al pezzo catturato viene eliminato anche il pezzo catturante, sia che si tratti di un pezzo che di un pedone. Il nome della variante trae origine proprio dall'effetto particolarmente dirompente della cattura. Lo scopo è quello di far esplodere il re avversario. La strategia tipica dell'attaccante è quella di cercare di infiltrare un pezzo nelle linee avversarie e riuscire a sacrificarlo sul re. La strategia difensiva di solito consiste nel proteggere il re con una schiera di propri pezzi collocati a 2 case di distanza da esso, in modo che una eventuale esplosione dei pezzi difendenti causata da un attacco dell'avversario avvenga sufficientemente lontano dal proprio re.

### Scacchi con un diverso numero di giocatori

#### Quadriglia (bughouse)
La variante Quadriglia è una partita di scacchi giocata da due squadre di due elementi ciascuna, su due scacchiere separate. La particolarità del gioco consiste nel fatto che i pezzi catturati da un giocatore vengono trasferiti al suo compagno di squadra, che sull'altra scacchiera gioca con il colore opposto, il quale può inserirli in una casa libera sulla sua scacchiera (l'inserimento conta come mossa). Lo scopo del gioco è dare scaccomatto all'avversario; quando un giocatore viene sconfitto, si ritira o (nelle partite a tempo) finisce il tempo, entrambe le partite terminano e vince la squadra avversaria. Il gioco finisce in parità solo nel (raro) caso in cui entrambe le partite siano patte. Ulteriori regole:
- i pedoni non possono essere inseriti nella scacchiera sulla traversa 1 e 8
- (facoltativa) i pezzi ottenuti con una promozione quando vengono catturati e passati al compagno di squadra tornano ad essere pedoni

La quadriglia è anche nota fra gli scacchisti italiani come mangia-mangia, lampaqquattro (dal francese blitz-a-quatre) o tourbillon. In tempi recenti è diventato di moda il nome inglese bughouse.

#### Crazyhouse
La variante Crazyhouse è simile alla Quadriglia, con la differenza che la partita si gioca in due su una sola scacchiera. La particolarità del gioco è che per ogni pezzo avversario catturato, il giocatore riceve un pezzo dello stesso tipo del proprio colore, che può inserire in una casa libera. Lo scopo del gioco è dare scaccomatto all'avversario. Le regole di posizionamento sulla scacchiera sono le stesse di quadriglia.

### Scacchi con una diversa disposizione dei pezzi

#### Wild
La variante Wild è caratterizzata da posizioni di partenza differenti da quella standard; lo scopo del gioco è dare scaccomatto all'avversario. Le posizioni iniziali più usate sono:
1. Il bianco utilizza la posizione standard, mentre il nero scambia la posizione di Re e Donna, in modo che non siano nelle stesse colonne dei rispettivi pezzi bianchi. L'arrocco viene effettuato come negli scacchi standard.
2. Il Re bianco viene posizionato in d1 o e1, mentre il Re nero in d8 o e8; le Torri sono nella loro posizione normale, gli Alfieri sono su caselle di colore diverso. A partire da queste condizioni, i pezzi vengono disposti sulla scacchiera in modo casuale. L'arrocco viene effettuato come negli scacchi standard.
3. I pezzi nelle traverse 1 e 8 vengono posizionati sulla scacchiera in modo casuale, mantenendo la specularità tra lo schieramento bianco e quello nero. L'arrocco non è permesso.
4. I pezzi sulla scacchiera vengono scelti in modo casuale (a patto che ci sia un Re di ogni colore) e posizionati nella prima traversa dietro i Pedoni, in modo che sia mantenuta la specularità tra i due schieramenti. È possibile che ci siano pezzi in numero superiore al normale, ad esempio tre Torri o due Regine. L'arrocco non è permesso.
5. I pezzi sulla scacchiera vengono scelti in modo casuale e posizionati nella prima traversa dietro i Pedoni, mantenendo gli Alfieri su caselle di colore diverso.
6. I due schieramenti vengono disposti sulla scacchiera in modo speculare al solito, con i Pedoni bianchi nella traversa 7, i Pedoni neri nella traversa 2, i restanti pezzi bianchi nella traversa 8 e quelli neri nella traversa 1.
7. I Pedoni bianchi vengono disposti sulla traversa 4, i Pedoni neri sulla traversa 5.
8. I Pedoni bianchi vengono disposti sulla traversa 5, i Pedoni neri sulla traversa 4.

#### Scacchi Fischer Random
Con questo nome (o con quello di Scacchi960) ci si riferisce a una variante del gioco perfezionata e lanciata da Bobby Fischer.

### Scacchi con un diverso numero di pezzi

#### Scacchi di Dunsany
|   | a | b | c | d | e | f | g | h |   |
| 8 | a8 torre del nero · b8 cavallo del nero · c8 alfiere del nero · d8 donna del nero · e8 re del nero · f8 alfiere del nero · g8 cavallo del nero · h8 torre del nero · a7 pedone del nero · b7 pedone del nero · c7 pedone del nero · d7 pedone del nero · e7 pedone del nero · f7 pedone del nero · g7 pedone del nero · h7 pedone del nero · a4 pedone del bianco · b4 pedone del bianco · c4 pedone del bianco · d4 pedone del bianco · e4 pedone del bianco · f4 pedone del bianco · g4 pedone del bianco · h4 pedone del bianco · a3 pedone del bianco · b3 pedone del bianco · c3 pedone del bianco · d3 pedone del bianco · e3 pedone del bianco · f3 pedone del bianco · g3 pedone del bianco · h3 pedone del bianco · a2 pedone del bianco · b2 pedone del bianco · c2 pedone del bianco · d2 pedone del bianco · e2 pedone del bianco · f2 pedone del bianco · g2 pedone del bianco · h2 pedone del bianco · a1 pedone del bianco · b1 pedone del bianco · c1 pedone del bianco · d1 pedone del bianco · e1 pedone del bianco · f1 pedone del bianco · g1 pedone del bianco · h1 pedone del bianco | a8 torre del nero · b8 cavallo del nero · c8 alfiere del nero · d8 donna del nero · e8 re del nero · f8 alfiere del nero · g8 cavallo del nero · h8 torre del nero · a7 pedone del nero · b7 pedone del nero · c7 pedone del nero · d7 pedone del nero · e7 pedone del nero · f7 pedone del nero · g7 pedone del nero · h7 pedone del nero · a4 pedone del bianco · b4 pedone del bianco · c4 pedone del bianco · d4 pedone del bianco · e4 pedone del bianco · f4 pedone del bianco · g4 pedone del bianco · h4 pedone del bianco · a3 pedone del bianco · b3 pedone del bianco · c3 pedone del bianco · d3 pedone del bianco · e3 pedone del bianco · f3 pedone del bianco · g3 pedone del bianco · h3 pedone del bianco · a2 pedone del bianco · b2 pedone del bianco · c2 pedone del bianco · d2 pedone del bianco · e2 pedone del bianco · f2 pedone del bianco · g2 pedone del bianco · h2 pedone del bianco · a1 pedone del bianco · b1 pedone del bianco · c1 pedone del bianco · d1 pedone del bianco · e1 pedone del bianco · f1 pedone del bianco · g1 pedone del bianco · h1 pedone del bianco | a8 torre del nero · b8 cavallo del nero · c8 alfiere del nero · d8 donna del nero · e8 re del nero · f8 alfiere del nero · g8 cavallo del nero · h8 torre del nero · a7 pedone del nero · b7 pedone del nero · c7 pedone del nero · d7 pedone del nero · e7 pedone del nero · f7 pedone del nero · g7 pedone del nero · h7 pedone del nero · a4 pedone del bianco · b4 pedone del bianco · c4 pedone del bianco · d4 pedone del bianco · e4 pedone del bianco · f4 pedone del bianco · g4 pedone del bianco · h4 pedone del bianco · a3 pedone del bianco · b3 pedone del bianco · c3 pedone del bianco · d3 pedone del bianco · e3 pedone del bianco · f3 pedone del bianco · g3 pedone del bianco · h3 pedone del bianco · a2 pedone del bianco · b2 pedone del bianco · c2 pedone del bianco · d2 pedone del bianco · e2 pedone del bianco · f2 pedone del bianco · g2 pedone del bianco · h2 pedone del bianco · a1 pedone del bianco · b1 pedone del bianco · c1 pedone del bianco · d1 pedone del bianco · e1 pedone del bianco · f1 pedone del bianco · g1 pedone del bianco · h1 pedone del bianco | a8 torre del nero · b8 cavallo del nero · c8 alfiere del nero · d8 donna del nero · e8 re del nero · f8 alfiere del nero · g8 cavallo del nero · h8 torre del nero · a7 pedone del nero · b7 pedone del nero · c7 pedone del nero · d7 pedone del nero · e7 pedone del nero · f7 pedone del nero · g7 pedone del nero · h7 pedone del nero · a4 pedone del bianco · b4 pedone del bianco · c4 pedone del bianco · d4 pedone del bianco · e4 pedone del bianco · f4 pedone del bianco · g4 pedone del bianco · h4 pedone del bianco · a3 pedone del bianco · b3 pedone del bianco · c3 pedone del bianco · d3 pedone del bianco · e3 pedone del bianco · f3 pedone del bianco · g3 pedone del bianco · h3 pedone del bianco · a2 pedone del bianco · b2 pedone del bianco · c2 pedone del bianco · d2 pedone del bianco · e2 pedone del bianco · f2 pedone del bianco · g2 pedone del bianco · h2 pedone del bianco · a1 pedone del bianco · b1 pedone del bianco · c1 pedone del bianco · d1 pedone del bianco · e1 pedone del bianco · f1 pedone del bianco · g1 pedone del bianco · h1 pedone del bianco | a8 torre del nero · b8 cavallo del nero · c8 alfiere del nero · d8 donna del nero · e8 re del nero · f8 alfiere del nero · g8 cavallo del nero · h8 torre del nero · a7 pedone del nero · b7 pedone del nero · c7 pedone del nero · d7 pedone del nero · e7 pedone del nero · f7 pedone del nero · g7 pedone del nero · h7 pedone del nero · a4 pedone del bianco · b4 pedone del bianco · c4 pedone del bianco · d4 pedone del bianco · e4 pedone del bianco · f4 pedone del bianco · g4 pedone del bianco · h4 pedone del bianco · a3 pedone del bianco · b3 pedone del bianco · c3 pedone del bianco · d3 pedone del bianco · e3 pedone del bianco · f3 pedone del bianco · g3 pedone del bianco · h3 pedone del bianco · a2 pedone del bianco · b2 pedone del bianco · c2 pedone del bianco · d2 pedone del bianco · e2 pedone del bianco · f2 pedone del bianco · g2 pedone del bianco · h2 pedone del bianco · a1 pedone del bianco · b1 pedone del bianco · c1 pedone del bianco · d1 pedone del bianco · e1 pedone del bianco · f1 pedone del bianco · g1 pedone del bianco · h1 pedone del bianco | a8 torre del nero · b8 cavallo del nero · c8 alfiere del nero · d8 donna del nero · e8 re del nero · f8 alfiere del nero · g8 cavallo del nero · h8 torre del nero · a7 pedone del nero · b7 pedone del nero · c7 pedone del nero · d7 pedone del nero · e7 pedone del nero · f7 pedone del nero · g7 pedone del nero · h7 pedone del nero · a4 pedone del bianco · b4 pedone del bianco · c4 pedone del bianco · d4 pedone del bianco · e4 pedone del bianco · f4 pedone del bianco · g4 pedone del bianco · h4 pedone del bianco · a3 pedone del bianco · b3 pedone del bianco · c3 pedone del bianco · d3 pedone del bianco · e3 pedone del bianco · f3 pedone del bianco · g3 pedone del bianco · h3 pedone del bianco · a2 pedone del bianco · b2 pedone del bianco · c2 pedone del bianco · d2 pedone del bianco · e2 pedone del bianco · f2 pedone del bianco · g2 pedone del bianco · h2 pedone del bianco · a1 pedone del bianco · b1 pedone del bianco · c1 pedone del bianco · d1 pedone del bianco · e1 pedone del bianco · f1 pedone del bianco · g1 pedone del bianco · h1 pedone del bianco | a8 torre del nero · b8 cavallo del nero · c8 alfiere del nero · d8 donna del nero · e8 re del nero · f8 alfiere del nero · g8 cavallo del nero · h8 torre del nero · a7 pedone del nero · b7 pedone del nero · c7 pedone del nero · d7 pedone del nero · e7 pedone del nero · f7 pedone del nero · g7 pedone del nero · h7 pedone del nero · a4 pedone del bianco · b4 pedone del bianco · c4 pedone del bianco · d4 pedone del bianco · e4 pedone del bianco · f4 pedone del bianco · g4 pedone del bianco · h4 pedone del bianco · a3 pedone del bianco · b3 pedone del bianco · c3 pedone del bianco · d3 pedone del bianco · e3 pedone del bianco · f3 pedone del bianco · g3 pedone del bianco · h3 pedone del bianco · a2 pedone del bianco · b2 pedone del bianco · c2 pedone del bianco · d2 pedone del bianco · e2 pedone del bianco · f2 pedone del bianco · g2 pedone del bianco · h2 pedone del bianco · a1 pedone del bianco · b1 pedone del bianco · c1 pedone del bianco · d1 pedone del bianco · e1 pedone del bianco · f1 pedone del bianco · g1 pedone del bianco · h1 pedone del bianco | a8 torre del nero · b8 cavallo del nero · c8 alfiere del nero · d8 donna del nero · e8 re del nero · f8 alfiere del nero · g8 cavallo del nero · h8 torre del nero · a7 pedone del nero · b7 pedone del nero · c7 pedone del nero · d7 pedone del nero · e7 pedone del nero · f7 pedone del nero · g7 pedone del nero · h7 pedone del nero · a4 pedone del bianco · b4 pedone del bianco · c4 pedone del bianco · d4 pedone del bianco · e4 pedone del bianco · f4 pedone del bianco · g4 pedone del bianco · h4 pedone del bianco · a3 pedone del bianco · b3 pedone del bianco · c3 pedone del bianco · d3 pedone del bianco · e3 pedone del bianco · f3 pedone del bianco · g3 pedone del bianco · h3 pedone del bianco · a2 pedone del bianco · b2 pedone del bianco · c2 pedone del bianco · d2 pedone del bianco · e2 pedone del bianco · f2 pedone del bianco · g2 pedone del bianco · h2 pedone del bianco · a1 pedone del bianco · b1 pedone del bianco · c1 pedone del bianco · d1 pedone del bianco · e1 pedone del bianco · f1 pedone del bianco · g1 pedone del bianco · h1 pedone del bianco | 8 |
| 7 | a8 torre del nero · b8 cavallo del nero · c8 alfiere del nero · d8 donna del nero · e8 re del nero · f8 alfiere del nero · g8 cavallo del nero · h8 torre del nero · a7 pedone del nero · b7 pedone del nero · c7 pedone del nero · d7 pedone del nero · e7 pedone del nero · f7 pedone del nero · g7 pedone del nero · h7 pedone del nero · a4 pedone del bianco · b4 pedone del bianco · c4 pedone del bianco · d4 pedone del bianco · e4 pedone del bianco · f4 pedone del bianco · g4 pedone del bianco · h4 pedone del bianco · a3 pedone del bianco · b3 pedone del bianco · c3 pedone del bianco · d3 pedone del bianco · e3 pedone del bianco · f3 pedone del bianco · g3 pedone del bianco · h3 pedone del bianco · a2 pedone del bianco · b2 pedone del bianco · c2 pedone del bianco · d2 pedone del bianco · e2 pedone del bianco · f2 pedone del bianco · g2 pedone del bianco · h2 pedone del bianco · a1 pedone del bianco · b1 pedone del bianco · c1 pedone del bianco · d1 pedone del bianco · e1 pedone del bianco · f1 pedone del bianco · g1 pedone del bianco · h1 pedone del bianco | a8 torre del nero · b8 cavallo del nero · c8 alfiere del nero · d8 donna del nero · e8 re del nero · f8 alfiere del nero · g8 cavallo del nero · h8 torre del nero · a7 pedone del nero · b7 pedone del nero · c7 pedone del nero · d7 pedone del nero · e7 pedone del nero · f7 pedone del nero · g7 pedone del nero · h7 pedone del nero · a4 pedone del bianco · b4 pedone del bianco · c4 pedone del bianco · d4 pedone del bianco · e4 pedone del bianco · f4 pedone del bianco · g4 pedone del bianco · h4 pedone del bianco · a3 pedone del bianco · b3 pedone del bianco · c3 pedone del bianco · d3 pedone del bianco · e3 pedone del bianco · f3 pedone del bianco · g3 pedone del bianco · h3 pedone del bianco · a2 pedone del bianco · b2 pedone del bianco · c2 pedone del bianco · d2 pedone del bianco · e2 pedone del bianco · f2 pedone del bianco · g2 pedone del bianco · h2 pedone del bianco · a1 pedone del bianco · b1 pedone del bianco · c1 pedone del bianco · d1 pedone del bianco · e1 pedone del bianco · f1 pedone del bianco · g1 pedone del bianco · h1 pedone del bianco | a8 torre del nero · b8 cavallo del nero · c8 alfiere del nero · d8 donna del nero · e8 re del nero · f8 alfiere del nero · g8 cavallo del nero · h8 torre del nero · a7 pedone del nero · b7 pedone del nero · c7 pedone del nero · d7 pedone del nero · e7 pedone del nero · f7 pedone del nero · g7 pedone del nero · h7 pedone del nero · a4 pedone del bianco · b4 pedone del bianco · c4 pedone del bianco · d4 pedone del bianco · e4 pedone del bianco · f4 pedone del bianco · g4 pedone del bianco · h4 pedone del bianco · a3 pedone del bianco · b3 pedone del bianco · c3 pedone del bianco · d3 pedone del bianco · e3 pedone del bianco · f3 pedone del bianco · g3 pedone del bianco · h3 pedone del bianco · a2 pedone del bianco · b2 pedone del bianco · c2 pedone del bianco · d2 pedone del bianco · e2 pedone del bianco · f2 pedone del bianco · g2 pedone del bianco · h2 pedone del bianco · a1 pedone del bianco · b1 pedone del bianco · c1 pedone del bianco · d1 pedone del bianco · e1 pedone del bianco · f1 pedone del bianco · g1 pedone del bianco · h1 pedone del bianco | a8 torre del nero · b8 cavallo del nero · c8 alfiere del nero · d8 donna del nero · e8 re del nero · f8 alfiere del nero · g8 cavallo del nero · h8 torre del nero · a7 pedone del nero · b7 pedone del nero · c7 pedone del nero · d7 pedone del nero · e7 pedone del nero · f7 pedone del nero · g7 pedone del nero · h7 pedone del nero · a4 pedone del bianco · b4 pedone del bianco · c4 pedone del bianco · d4 pedone del bianco · e4 pedone del bianco · f4 pedone del bianco · g4 pedone del bianco · h4 pedone del bianco · a3 pedone del bianco · b3 pedone del bianco · c3 pedone del bianco · d3 pedone del bianco · e3 pedone del bianco · f3 pedone del bianco · g3 pedone del bianco · h3 pedone del bianco · a2 pedone del bianco · b2 pedone del bianco · c2 pedone del bianco · d2 pedone del bianco · e2 pedone del bianco · f2 pedone del bianco · g2 pedone del bianco · h2 pedone del bianco · a1 pedone del bianco · b1 pedone del bianco · c1 pedone del bianco · d1 pedone del bianco · e1 pedone del bianco · f1 pedone del bianco · g1 pedone del bianco · h1 pedone del bianco | a8 torre del nero · b8 cavallo del nero · c8 alfiere del nero · d8 donna del nero · e8 re del nero · f8 alfiere del nero · g8 cavallo del nero · h8 torre del nero · a7 pedone del nero · b7 pedone del nero · c7 pedone del nero · d7 pedone del nero · e7 pedone del nero · f7 pedone del nero · g7 pedone del nero · h7 pedone del nero · a4 pedone del bianco · b4 pedone del bianco · c4 pedone del bianco · d4 pedone del bianco · e4 pedone del bianco · f4 pedone del bianco · g4 pedone del bianco · h4 pedone del bianco · a3 pedone del bianco · b3 pedone del bianco · c3 pedone del bianco · d3 pedone del bianco · e3 pedone del bianco · f3 pedone del bianco · g3 pedone del bianco · h3 pedone del bianco · a2 pedone del bianco · b2 pedone del bianco · c2 pedone del bianco · d2 pedone del bianco · e2 pedone del bianco · f2 pedone del bianco · g2 pedone del bianco · h2 pedone del bianco · a1 pedone del bianco · b1 pedone del bianco · c1 pedone del bianco · d1 pedone del bianco · e1 pedone del bianco · f1 pedone del bianco · g1 pedone del bianco · h1 pedone del bianco | a8 torre del nero · b8 cavallo del nero · c8 alfiere del nero · d8 donna del nero · e8 re del nero · f8 alfiere del nero · g8 cavallo del nero · h8 torre del nero · a7 pedone del nero · b7 pedone del nero · c7 pedone del nero · d7 pedone del nero · e7 pedone del nero · f7 pedone del nero · g7 pedone del nero · h7 pedone del nero · a4 pedone del bianco · b4 pedone del bianco · c4 pedone del bianco · d4 pedone del bianco · e4 pedone del bianco · f4 pedone del bianco · g4 pedone del bianco · h4 pedone del bianco · a3 pedone del bianco · b3 pedone del bianco · c3 pedone del bianco · d3 pedone del bianco · e3 pedone del bianco · f3 pedone del bianco · g3 pedone del bianco · h3 pedone del bianco · a2 pedone del bianco · b2 pedone del bianco · c2 pedone del bianco · d2 pedone del bianco · e2 pedone del bianco · f2 pedone del bianco · g2 pedone del bianco · h2 pedone del bianco · a1 pedone del bianco · b1 pedone del bianco · c1 pedone del bianco · d1 pedone del bianco · e1 pedone del bianco · f1 pedone del bianco · g1 pedone del bianco · h1 pedone del bianco | a8 torre del nero · b8 cavallo del nero · c8 alfiere del nero · d8 donna del nero · e8 re del nero · f8 alfiere del nero · g8 cavallo del nero · h8 torre del nero · a7 pedone del nero · b7 pedone del nero · c7 pedone del nero · d7 pedone del nero · e7 pedone del nero · f7 pedone del nero · g7 pedone del nero · h7 pedone del nero · a4 pedone del bianco · b4 pedone del bianco · c4 pedone del bianco · d4 pedone del bianco · e4 pedone del bianco · f4 pedone del bianco · g4 pedone del bianco · h4 pedone del bianco · a3 pedone del bianco · b3 pedone del bianco · c3 pedone del bianco · d3 pedone del bianco · e3 pedone del bianco · f3 pedone del bianco · g3 pedone del bianco · h3 pedone del bianco · a2 pedone del bianco · b2 pedone del bianco · c2 pedone del bianco · d2 pedone del bianco · e2 pedone del bianco · f2 pedone del bianco · g2 pedone del bianco · h2 pedone del bianco · a1 pedone del bianco · b1 pedone del bianco · c1 pedone del bianco · d1 pedone del bianco · e1 pedone del bianco · f1 pedone del bianco · g1 pedone del bianco · h1 pedone del bianco | a8 torre del nero · b8 cavallo del nero · c8 alfiere del nero · d8 donna del nero · e8 re del nero · f8 alfiere del nero · g8 cavallo del nero · h8 torre del nero · a7 pedone del nero · b7 pedone del nero · c7 pedone del nero · d7 pedone del nero · e7 pedone del nero · f7 pedone del nero · g7 pedone del nero · h7 pedone del nero · a4 pedone del bianco · b4 pedone del bianco · c4 pedone del bianco · d4 pedone del bianco · e4 pedone del bianco · f4 pedone del bianco · g4 pedone del bianco · h4 pedone del bianco · a3 pedone del bianco · b3 pedone del bianco · c3 pedone del bianco · d3 pedone del bianco · e3 pedone del bianco · f3 pedone del bianco · g3 pedone del bianco · h3 pedone del bianco · a2 pedone del bianco · b2 pedone del bianco · c2 pedone del bianco · d2 pedone del bianco · e2 pedone del bianco · f2 pedone del bianco · g2 pedone del bianco · h2 pedone del bianco · a1 pedone del bianco · b1 pedone del bianco · c1 pedone del bianco · d1 pedone del bianco · e1 pedone del bianco · f1 pedone del bianco · g1 pedone del bianco · h1 pedone del bianco | 7 |
| 6 | a8 torre del nero · b8 cavallo del nero · c8 alfiere del nero · d8 donna del nero · e8 re del nero · f8 alfiere del nero · g8 cavallo del nero · h8 torre del nero · a7 pedone del nero · b7 pedone del nero · c7 pedone del nero · d7 pedone del nero · e7 pedone del nero · f7 pedone del nero · g7 pedone del nero · h7 pedone del nero · a4 pedone del bianco · b4 pedone del bianco · c4 pedone del bianco · d4 pedone del bianco · e4 pedone del bianco · f4 pedone del bianco · g4 pedone del bianco · h4 pedone del bianco · a3 pedone del bianco · b3 pedone del bianco · c3 pedone del bianco · d3 pedone del bianco · e3 pedone del bianco · f3 pedone del bianco · g3 pedone del bianco · h3 pedone del bianco · a2 pedone del bianco · b2 pedone del bianco · c2 pedone del bianco · d2 pedone del bianco · e2 pedone del bianco · f2 pedone del bianco · g2 pedone del bianco · h2 pedone del bianco · a1 pedone del bianco · b1 pedone del bianco · c1 pedone del bianco · d1 pedone del bianco · e1 pedone del bianco · f1 pedone del bianco · g1 pedone del bianco · h1 pedone del bianco | a8 torre del nero · b8 cavallo del nero · c8 alfiere del nero · d8 donna del nero · e8 re del nero · f8 alfiere del nero · g8 cavallo del nero · h8 torre del nero · a7 pedone del nero · b7 pedone del nero · c7 pedone del nero · d7 pedone del nero · e7 pedone del nero · f7 pedone del nero · g7 pedone del nero · h7 pedone del nero · a4 pedone del bianco · b4 pedone del bianco · c4 pedone del bianco · d4 pedone del bianco · e4 pedone del bianco · f4 pedone del bianco · g4 pedone del bianco · h4 pedone del bianco · a3 pedone del bianco · b3 pedone del bianco · c3 pedone del bianco · d3 pedone del bianco · e3 pedone del bianco · f3 pedone del bianco · g3 pedone del bianco · h3 pedone del bianco · a2 pedone del bianco · b2 pedone del bianco · c2 pedone del bianco · d2 pedone del bianco · e2 pedone del bianco · f2 pedone del bianco · g2 pedone del bianco · h2 pedone del bianco · a1 pedone del bianco · b1 pedone del bianco · c1 pedone del bianco · d1 pedone del bianco · e1 pedone del bianco · f1 pedone del bianco · g1 pedone del bianco · h1 pedone del bianco | a8 torre del nero · b8 cavallo del nero · c8 alfiere del nero · d8 donna del nero · e8 re del nero · f8 alfiere del nero · g8 cavallo del nero · h8 torre del nero · a7 pedone del nero · b7 pedone del nero · c7 pedone del nero · d7 pedone del nero · e7 pedone del nero · f7 pedone del nero · g7 pedone del nero · h7 pedone del nero · a4 pedone del bianco · b4 pedone del bianco · c4 pedone del bianco · d4 pedone del bianco · e4 pedone del bianco · f4 pedone del bianco · g4 pedone del bianco · h4 pedone del bianco · a3 pedone del bianco · b3 pedone del bianco · c3 pedone del bianco · d3 pedone del bianco · e3 pedone del bianco · f3 pedone del bianco · g3 pedone del bianco · h3 pedone del bianco · a2 pedone del bianco · b2 pedone del bianco · c2 pedone del bianco · d2 pedone del bianco · e2 pedone del bianco · f2 pedone del bianco · g2 pedone del bianco · h2 pedone del bianco · a1 pedone del bianco · b1 pedone del bianco · c1 pedone del bianco · d1 pedone del bianco · e1 pedone del bianco · f1 pedone del bianco · g1 pedone del bianco · h1 pedone del bianco | a8 torre del nero · b8 cavallo del nero · c8 alfiere del nero · d8 donna del nero · e8 re del nero · f8 alfiere del nero · g8 cavallo del nero · h8 torre del nero · a7 pedone del nero · b7 pedone del nero · c7 pedone del nero · d7 pedone del nero · e7 pedone del nero · f7 pedone del nero · g7 pedone del nero · h7 pedone del nero · a4 pedone del bianco · b4 pedone del bianco · c4 pedone del bianco · d4 pedone del bianco · e4 pedone del bianco · f4 pedone del bianco · g4 pedone del bianco · h4 pedone del bianco · a3 pedone del bianco · b3 pedone del bianco · c3 pedone del bianco · d3 pedone del bianco · e3 pedone del bianco · f3 pedone del bianco · g3 pedone del bianco · h3 pedone del bianco · a2 pedone del bianco · b2 pedone del bianco · c2 pedone del bianco · d2 pedone del bianco · e2 pedone del bianco · f2 pedone del bianco · g2 pedone del bianco · h2 pedone del bianco · a1 pedone del bianco · b1 pedone del bianco · c1 pedone del bianco · d1 pedone del bianco · e1 pedone del bianco · f1 pedone del bianco · g1 pedone del bianco · h1 pedone del bianco | a8 torre del nero · b8 cavallo del nero · c8 alfiere del nero · d8 donna del nero · e8 re del nero · f8 alfiere del nero · g8 cavallo del nero · h8 torre del nero · a7 pedone del nero · b7 pedone del nero · c7 pedone del nero · d7 pedone del nero · e7 pedone del nero · f7 pedone del nero · g7 pedone del nero · h7 pedone del nero · a4 pedone del bianco · b4 pedone del bianco · c4 pedone del bianco · d4 pedone del bianco · e4 pedone del bianco · f4 pedone del bianco · g4 pedone del bianco · h4 pedone del bianco · a3 pedone del bianco · b3 pedone del bianco · c3 pedone del bianco · d3 pedone del bianco · e3 pedone del bianco · f3 pedone del bianco · g3 pedone del bianco · h3 pedone del bianco · a2 pedone del bianco · b2 pedone del bianco · c2 pedone del bianco · d2 pedone del bianco · e2 pedone del bianco · f2 pedone del bianco · g2 pedone del bianco · h2 pedone del bianco · a1 pedone del bianco · b1 pedone del bianco · c1 pedone del bianco · d1 pedone del bianco · e1 pedone del bianco · f1 pedone del bianco · g1 pedone del bianco · h1 pedone del bianco | a8 torre del nero · b8 cavallo del nero · c8 alfiere del nero · d8 donna del nero · e8 re del nero · f8 alfiere del nero · g8 cavallo del nero · h8 torre del nero · a7 pedone del nero · b7 pedone del nero · c7 pedone del nero · d7 pedone del nero · e7 pedone del nero · f7 pedone del nero · g7 pedone del nero · h7 pedone del nero · a4 pedone del bianco · b4 pedone del bianco · c4 pedone del bianco · d4 pedone del bianco · e4 pedone del bianco · f4 pedone del bianco · g4 pedone del bianco · h4 pedone del bianco · a3 pedone del bianco · b3 pedone del bianco · c3 pedone del bianco · d3 pedone del bianco · e3 pedone del bianco · f3 pedone del bianco · g3 pedone del bianco · h3 pedone del bianco · a2 pedone del bianco · b2 pedone del bianco · c2 pedone del bianco · d2 pedone del bianco · e2 pedone del bianco · f2 pedone del bianco · g2 pedone del bianco · h2 pedone del bianco · a1 pedone del bianco · b1 pedone del bianco · c1 pedone del bianco · d1 pedone del bianco · e1 pedone del bianco · f1 pedone del bianco · g1 pedone del bianco · h1 pedone del bianco | a8 torre del nero · b8 cavallo del nero · c8 alfiere del nero · d8 donna del nero · e8 re del nero · f8 alfiere del nero · g8 cavallo del nero · h8 torre del nero · a7 pedone del nero · b7 pedone del nero · c7 pedone del nero · d7 pedone del nero · e7 pedone del nero · f7 pedone del nero · g7 pedone del nero · h7 pedone del nero · a4 pedone del bianco · b4 pedone del bianco · c4 pedone del bianco · d4 pedone del bianco · e4 pedone del bianco · f4 pedone del bianco · g4 pedone del bianco · h4 pedone del bianco · a3 pedone del bianco · b3 pedone del bianco · c3 pedone del bianco · d3 pedone del bianco · e3 pedone del bianco · f3 pedone del bianco · g3 pedone del bianco · h3 pedone del bianco · a2 pedone del bianco · b2 pedone del bianco · c2 pedone del bianco · d2 pedone del bianco · e2 pedone del bianco · f2 pedone del bianco · g2 pedone del bianco · h2 pedone del bianco · a1 pedone del bianco · b1 pedone del bianco · c1 pedone del bianco · d1 pedone del bianco · e1 pedone del bianco · f1 pedone del bianco · g1 pedone del bianco · h1 pedone del bianco | a8 torre del nero · b8 cavallo del nero · c8 alfiere del nero · d8 donna del nero · e8 re del nero · f8 alfiere del nero · g8 cavallo del nero · h8 torre del nero · a7 pedone del nero · b7 pedone del nero · c7 pedone del nero · d7 pedone del nero · e7 pedone del nero · f7 pedone del nero · g7 pedone del nero · h7 pedone del nero · a4 pedone del bianco · b4 pedone del bianco · c4 pedone del bianco · d4 pedone del bianco · e4 pedone del bianco · f4 pedone del bianco · g4 pedone del bianco · h4 pedone del bianco · a3 pedone del bianco · b3 pedone del bianco · c3 pedone del bianco · d3 pedone del bianco · e3 pedone del bianco · f3 pedone del bianco · g3 pedone del bianco · h3 pedone del bianco · a2 pedone del bianco · b2 pedone del bianco · c2 pedone del bianco · d2 pedone del bianco · e2 pedone del bianco · f2 pedone del bianco · g2 pedone del bianco · h2 pedone del bianco · a1 pedone del bianco · b1 pedone del bianco · c1 pedone del bianco · d1 pedone del bianco · e1 pedone del bianco · f1 pedone del bianco · g1 pedone del bianco · h1 pedone del bianco | 6 |
| 5 | a8 torre del nero · b8 cavallo del nero · c8 alfiere del nero · d8 donna del nero · e8 re del nero · f8 alfiere del nero · g8 cavallo del nero · h8 torre del nero · a7 pedone del nero · b7 pedone del nero · c7 pedone del nero · d7 pedone del nero · e7 pedone del nero · f7 pedone del nero · g7 pedone del nero · h7 pedone del nero · a4 pedone del bianco · b4 pedone del bianco · c4 pedone del bianco · d4 pedone del bianco · e4 pedone del bianco · f4 pedone del bianco · g4 pedone del bianco · h4 pedone del bianco · a3 pedone del bianco · b3 pedone del bianco · c3 pedone del bianco · d3 pedone del bianco · e3 pedone del bianco · f3 pedone del bianco · g3 pedone del bianco · h3 pedone del bianco · a2 pedone del bianco · b2 pedone del bianco · c2 pedone del bianco · d2 pedone del bianco · e2 pedone del bianco · f2 pedone del bianco · g2 pedone del bianco · h2 pedone del bianco · a1 pedone del bianco · b1 pedone del bianco · c1 pedone del bianco · d1 pedone del bianco · e1 pedone del bianco · f1 pedone del bianco · g1 pedone del bianco · h1 pedone del bianco | a8 torre del nero · b8 cavallo del nero · c8 alfiere del nero · d8 donna del nero · e8 re del nero · f8 alfiere del nero · g8 cavallo del nero · h8 torre del nero · a7 pedone del nero · b7 pedone del nero · c7 pedone del nero · d7 pedone del nero · e7 pedone del nero · f7 pedone del nero · g7 pedone del nero · h7 pedone del nero · a4 pedone del bianco · b4 pedone del bianco · c4 pedone del bianco · d4 pedone del bianco · e4 pedone del bianco · f4 pedone del bianco · g4 pedone del bianco · h4 pedone del bianco · a3 pedone del bianco · b3 pedone del bianco · c3 pedone del bianco · d3 pedone del bianco · e3 pedone del bianco · f3 pedone del bianco · g3 pedone del bianco · h3 pedone del bianco · a2 pedone del bianco · b2 pedone del bianco · c2 pedone del bianco · d2 pedone del bianco · e2 pedone del bianco · f2 pedone del bianco · g2 pedone del bianco · h2 pedone del bianco · a1 pedone del bianco · b1 pedone del bianco · c1 pedone del bianco · d1 pedone del bianco · e1 pedone del bianco · f1 pedone del bianco · g1 pedone del bianco · h1 pedone del bianco | a8 torre del nero · b8 cavallo del nero · c8 alfiere del nero · d8 donna del nero · e8 re del nero · f8 alfiere del nero · g8 cavallo del nero · h8 torre del nero · a7 pedone del nero · b7 pedone del nero · c7 pedone del nero · d7 pedone del nero · e7 pedone del nero · f7 pedone del nero · g7 pedone del nero · h7 pedone del nero · a4 pedone del bianco · b4 pedone del bianco · c4 pedone del bianco · d4 pedone del bianco · e4 pedone del bianco · f4 pedone del bianco · g4 pedone del bianco · h4 pedone del bianco · a3 pedone del bianco · b3 pedone del bianco · c3 pedone del bianco · d3 pedone del bianco · e3 pedone del bianco · f3 pedone del bianco · g3 pedone del bianco · h3 pedone del bianco · a2 pedone del bianco · b2 pedone del bianco · c2 pedone del bianco · d2 pedone del bianco · e2 pedone del bianco · f2 pedone del bianco · g2 pedone del bianco · h2 pedone del bianco · a1 pedone del bianco · b1 pedone del bianco · c1 pedone del bianco · d1 pedone del bianco · e1 pedone del bianco · f1 pedone del bianco · g1 pedone del bianco · h1 pedone del bianco | a8 torre del nero · b8 cavallo del nero · c8 alfiere del nero · d8 donna del nero · e8 re del nero · f8 alfiere del nero · g8 cavallo del nero · h8 torre del nero · a7 pedone del nero · b7 pedone del nero · c7 pedone del nero · d7 pedone del nero · e7 pedone del nero · f7 pedone del nero · g7 pedone del nero · h7 pedone del nero · a4 pedone del bianco · b4 pedone del bianco · c4 pedone del bianco · d4 pedone del bianco · e4 pedone del bianco · f4 pedone del bianco · g4 pedone del bianco · h4 pedone del bianco · a3 pedone del bianco · b3 pedone del bianco · c3 pedone del bianco · d3 pedone del bianco · e3 pedone del bianco · f3 pedone del bianco · g3 pedone del bianco · h3 pedone del bianco · a2 pedone del bianco · b2 pedone del bianco · c2 pedone del bianco · d2 pedone del bianco · e2 pedone del bianco · f2 pedone del bianco · g2 pedone del bianco · h2 pedone del bianco · a1 pedone del bianco · b1 pedone del bianco · c1 pedone del bianco · d1 pedone del bianco · e1 pedone del bianco · f1 pedone del bianco · g1 pedone del bianco · h1 pedone del bianco | a8 torre del nero · b8 cavallo del nero · c8 alfiere del nero · d8 donna del nero · e8 re del nero · f8 alfiere del nero · g8 cavallo del nero · h8 torre del nero · a7 pedone del nero · b7 pedone del nero · c7 pedone del nero · d7 pedone del nero · e7 pedone del nero · f7 pedone del nero · g7 pedone del nero · h7 pedone del nero · a4 pedone del bianco · b4 pedone del bianco · c4 pedone del bianco · d4 pedone del bianco · e4 pedone del bianco · f4 pedone del bianco · g4 pedone del bianco · h4 pedone del bianco · a3 pedone del bianco · b3 pedone del bianco · c3 pedone del bianco · d3 pedone del bianco · e3 pedone del bianco · f3 pedone del bianco · g3 pedone del bianco · h3 pedone del bianco · a2 pedone del bianco · b2 pedone del bianco · c2 pedone del bianco · d2 pedone del bianco · e2 pedone del bianco · f2 pedone del bianco · g2 pedone del bianco · h2 pedone del bianco · a1 pedone del bianco · b1 pedone del bianco · c1 pedone del bianco · d1 pedone del bianco · e1 pedone del bianco · f1 pedone del bianco · g1 pedone del bianco · h1 pedone del bianco | a8 torre del nero · b8 cavallo del nero · c8 alfiere del nero · d8 donna del nero · e8 re del nero · f8 alfiere del nero · g8 cavallo del nero · h8 torre del nero · a7 pedone del nero · b7 pedone del nero · c7 pedone del nero · d7 pedone del nero · e7 pedone del nero · f7 pedone del nero · g7 pedone del nero · h7 pedone del nero · a4 pedone del bianco · b4 pedone del bianco · c4 pedone del bianco · d4 pedone del bianco · e4 pedone del bianco · f4 pedone del bianco · g4 pedone del bianco · h4 pedone del bianco · a3 pedone del bianco · b3 pedone del bianco · c3 pedone del bianco · d3 pedone del bianco · e3 pedone del bianco · f3 pedone del bianco · g3 pedone del bianco · h3 pedone del bianco · a2 pedone del bianco · b2 pedone del bianco · c2 pedone del bianco · d2 pedone del bianco · e2 pedone del bianco · f2 pedone del bianco · g2 pedone del bianco · h2 pedone del bianco · a1 pedone del bianco · b1 pedone del bianco · c1 pedone del bianco · d1 pedone del bianco · e1 pedone del bianco · f1 pedone del bianco · g1 pedone del bianco · h1 pedone del bianco | a8 torre del nero · b8 cavallo del nero · c8 alfiere del nero · d8 donna del nero · e8 re del nero · f8 alfiere del nero · g8 cavallo del nero · h8 torre del nero · a7 pedone del nero · b7 pedone del nero · c7 pedone del nero · d7 pedone del nero · e7 pedone del nero · f7 pedone del nero · g7 pedone del nero · h7 pedone del nero · a4 pedone del bianco · b4 pedone del bianco · c4 pedone del bianco · d4 pedone del bianco · e4 pedone del bianco · f4 pedone del bianco · g4 pedone del bianco · h4 pedone del bianco · a3 pedone del bianco · b3 pedone del bianco · c3 pedone del bianco · d3 pedone del bianco · e3 pedone del bianco · f3 pedone del bianco · g3 pedone del bianco · h3 pedone del bianco · a2 pedone del bianco · b2 pedone del bianco · c2 pedone del bianco · d2 pedone del bianco · e2 pedone del bianco · f2 pedone del bianco · g2 pedone del bianco · h2 pedone del bianco · a1 pedone del bianco · b1 pedone del bianco · c1 pedone del bianco · d1 pedone del bianco · e1 pedone del bianco · f1 pedone del bianco · g1 pedone del bianco · h1 pedone del bianco | a8 torre del nero · b8 cavallo del nero · c8 alfiere del nero · d8 donna del nero · e8 re del nero · f8 alfiere del nero · g8 cavallo del nero · h8 torre del nero · a7 pedone del nero · b7 pedone del nero · c7 pedone del nero · d7 pedone del nero · e7 pedone del nero · f7 pedone del nero · g7 pedone del nero · h7 pedone del nero · a4 pedone del bianco · b4 pedone del bianco · c4 pedone del bianco · d4 pedone del bianco · e4 pedone del bianco · f4 pedone del bianco · g4 pedone del bianco · h4 pedone del bianco · a3 pedone del bianco · b3 pedone del bianco · c3 pedone del bianco · d3 pedone del bianco · e3 pedone del bianco · f3 pedone del bianco · g3 pedone del bianco · h3 pedone del bianco · a2 pedone del bianco · b2 pedone del bianco · c2 pedone del bianco · d2 pedone del bianco · e2 pedone del bianco · f2 pedone del bianco · g2 pedone del bianco · h2 pedone del bianco · a1 pedone del bianco · b1 pedone del bianco · c1 pedone del bianco · d1 pedone del bianco · e1 pedone del bianco · f1 pedone del bianco · g1 pedone del bianco · h1 pedone del bianco | 5 |
| 4 | a8 torre del nero · b8 cavallo del nero · c8 alfiere del nero · d8 donna del nero · e8 re del nero · f8 alfiere del nero · g8 cavallo del nero · h8 torre del nero · a7 pedone del nero · b7 pedone del nero · c7 pedone del nero · d7 pedone del nero · e7 pedone del nero · f7 pedone del nero · g7 pedone del nero · h7 pedone del nero · a4 pedone del bianco · b4 pedone del bianco · c4 pedone del bianco · d4 pedone del bianco · e4 pedone del bianco · f4 pedone del bianco · g4 pedone del bianco · h4 pedone del bianco · a3 pedone del bianco · b3 pedone del bianco · c3 pedone del bianco · d3 pedone del bianco · e3 pedone del bianco · f3 pedone del bianco · g3 pedone del bianco · h3 pedone del bianco · a2 pedone del bianco · b2 pedone del bianco · c2 pedone del bianco · d2 pedone del bianco · e2 pedone del bianco · f2 pedone del bianco · g2 pedone del bianco · h2 pedone del bianco · a1 pedone del bianco · b1 pedone del bianco · c1 pedone del bianco · d1 pedone del bianco · e1 pedone del bianco · f1 pedone del bianco · g1 pedone del bianco · h1 pedone del bianco | a8 torre del nero · b8 cavallo del nero · c8 alfiere del nero · d8 donna del nero · e8 re del nero · f8 alfiere del nero · g8 cavallo del nero · h8 torre del nero · a7 pedone del nero · b7 pedone del nero · c7 pedone del nero · d7 pedone del nero · e7 pedone del nero · f7 pedone del nero · g7 pedone del nero · h7 pedone del nero · a4 pedone del bianco · b4 pedone del bianco · c4 pedone del bianco · d4 pedone del bianco · e4 pedone del bianco · f4 pedone del bianco · g4 pedone del bianco · h4 pedone del bianco · a3 pedone del bianco · b3 pedone del bianco · c3 pedone del bianco · d3 pedone del bianco · e3 pedone del bianco · f3 pedone del bianco · g3 pedone del bianco · h3 pedone del bianco · a2 pedone del bianco · b2 pedone del bianco · c2 pedone del bianco · d2 pedone del bianco · e2 pedone del bianco · f2 pedone del bianco · g2 pedone del bianco · h2 pedone del bianco · a1 pedone del bianco · b1 pedone del bianco · c1 pedone del bianco · d1 pedone del bianco · e1 pedone del bianco · f1 pedone del bianco · g1 pedone del bianco · h1 pedone del bianco | a8 torre del nero · b8 cavallo del nero · c8 alfiere del nero · d8 donna del nero · e8 re del nero · f8 alfiere del nero · g8 cavallo del nero · h8 torre del nero · a7 pedone del nero · b7 pedone del nero · c7 pedone del nero · d7 pedone del nero · e7 pedone del nero · f7 pedone del nero · g7 pedone del nero · h7 pedone del nero · a4 pedone del bianco · b4 pedone del bianco · c4 pedone del bianco · d4 pedone del bianco · e4 pedone del bianco · f4 pedone del bianco · g4 pedone del bianco · h4 pedone del bianco · a3 pedone del bianco · b3 pedone del bianco · c3 pedone del bianco · d3 pedone del bianco · e3 pedone del bianco · f3 pedone del bianco · g3 pedone del bianco · h3 pedone del bianco · a2 pedone del bianco · b2 pedone del bianco · c2 pedone del bianco · d2 pedone del bianco · e2 pedone del bianco · f2 pedone del bianco · g2 pedone del bianco · h2 pedone del bianco · a1 pedone del bianco · b1 pedone del bianco · c1 pedone del bianco · d1 pedone del bianco · e1 pedone del bianco · f1 pedone del bianco · g1 pedone del bianco · h1 pedone del bianco | a8 torre del nero · b8 cavallo del nero · c8 alfiere del nero · d8 donna del nero · e8 re del nero · f8 alfiere del nero · g8 cavallo del nero · h8 torre del nero · a7 pedone del nero · b7 pedone del nero · c7 pedone del nero · d7 pedone del nero · e7 pedone del nero · f7 pedone del nero · g7 pedone del nero · h7 pedone del nero · a4 pedone del bianco · b4 pedone del bianco · c4 pedone del bianco · d4 pedone del bianco · e4 pedone del bianco · f4 pedone del bianco · g4 pedone del bianco · h4 pedone del bianco · a3 pedone del bianco · b3 pedone del bianco · c3 pedone del bianco · d3 pedone del bianco · e3 pedone del bianco · f3 pedone del bianco · g3 pedone del bianco · h3 pedone del bianco · a2 pedone del bianco · b2 pedone del bianco · c2 pedone del bianco · d2 pedone del bianco · e2 pedone del bianco · f2 pedone del bianco · g2 pedone del bianco · h2 pedone del bianco · a1 pedone del bianco · b1 pedone del bianco · c1 pedone del bianco · d1 pedone del bianco · e1 pedone del bianco · f1 pedone del bianco · g1 pedone del bianco · h1 pedone del bianco | a8 torre del nero · b8 cavallo del nero · c8 alfiere del nero · d8 donna del nero · e8 re del nero · f8 alfiere del nero · g8 cavallo del nero · h8 torre del nero · a7 pedone del nero · b7 pedone del nero · c7 pedone del nero · d7 pedone del nero · e7 pedone del nero · f7 pedone del nero · g7 pedone del nero · h7 pedone del nero · a4 pedone del bianco · b4 pedone del bianco · c4 pedone del bianco · d4 pedone del bianco · e4 pedone del bianco · f4 pedone del bianco · g4 pedone del bianco · h4 pedone del bianco · a3 pedone del bianco · b3 pedone del bianco · c3 pedone del bianco · d3 pedone del bianco · e3 pedone del bianco · f3 pedone del bianco · g3 pedone del bianco · h3 pedone del bianco · a2 pedone del bianco · b2 pedone del bianco · c2 pedone del bianco · d2 pedone del bianco · e2 pedone del bianco · f2 pedone del bianco · g2 pedone del bianco · h2 pedone del bianco · a1 pedone del bianco · b1 pedone del bianco · c1 pedone del bianco · d1 pedone del bianco · e1 pedone del bianco · f1 pedone del bianco · g1 pedone del bianco · h1 pedone del bianco | a8 torre del nero · b8 cavallo del nero · c8 alfiere del nero · d8 donna del nero · e8 re del nero · f8 alfiere del nero · g8 cavallo del nero · h8 torre del nero · a7 pedone del nero · b7 pedone del nero · c7 pedone del nero · d7 pedone del nero · e7 pedone del nero · f7 pedone del nero · g7 pedone del nero · h7 pedone del nero · a4 pedone del bianco · b4 pedone del bianco · c4 pedone del bianco · d4 pedone del bianco · e4 pedone del bianco · f4 pedone del bianco · g4 pedone del bianco · h4 pedone del bianco · a3 pedone del bianco · b3 pedone del bianco · c3 pedone del bianco · d3 pedone del bianco · e3 pedone del bianco · f3 pedone del bianco · g3 pedone del bianco · h3 pedone del bianco · a2 pedone del bianco · b2 pedone del bianco · c2 pedone del bianco · d2 pedone del bianco · e2 pedone del bianco · f2 pedone del bianco · g2 pedone del bianco · h2 pedone del bianco · a1 pedone del bianco · b1 pedone del bianco · c1 pedone del bianco · d1 pedone del bianco · e1 pedone del bianco · f1 pedone del bianco · g1 pedone del bianco · h1 pedone del bianco | a8 torre del nero · b8 cavallo del nero · c8 alfiere del nero · d8 donna del nero · e8 re del nero · f8 alfiere del nero · g8 cavallo del nero · h8 torre del nero · a7 pedone del nero · b7 pedone del nero · c7 pedone del nero · d7 pedone del nero · e7 pedone del nero · f7 pedone del nero · g7 pedone del nero · h7 pedone del nero · a4 pedone del bianco · b4 pedone del bianco · c4 pedone del bianco · d4 pedone del bianco · e4 pedone del bianco · f4 pedone del bianco · g4 pedone del bianco · h4 pedone del bianco · a3 pedone del bianco · b3 pedone del bianco · c3 pedone del bianco · d3 pedone del bianco · e3 pedone del bianco · f3 pedone del bianco · g3 pedone del bianco · h3 pedone del bianco · a2 pedone del bianco · b2 pedone del bianco · c2 pedone del bianco · d2 pedone del bianco · e2 pedone del bianco · f2 pedone del bianco · g2 pedone del bianco · h2 pedone del bianco · a1 pedone del bianco · b1 pedone del bianco · c1 pedone del bianco · d1 pedone del bianco · e1 pedone del bianco · f1 pedone del bianco · g1 pedone del bianco · h1 pedone del bianco | a8 torre del nero · b8 cavallo del nero · c8 alfiere del nero · d8 donna del nero · e8 re del nero · f8 alfiere del nero · g8 cavallo del nero · h8 torre del nero · a7 pedone del nero · b7 pedone del nero · c7 pedone del nero · d7 pedone del nero · e7 pedone del nero · f7 pedone del nero · g7 pedone del nero · h7 pedone del nero · a4 pedone del bianco · b4 pedone del bianco · c4 pedone del bianco · d4 pedone del bianco · e4 pedone del bianco · f4 pedone del bianco · g4 pedone del bianco · h4 pedone del bianco · a3 pedone del bianco · b3 pedone del bianco · c3 pedone del bianco · d3 pedone del bianco · e3 pedone del bianco · f3 pedone del bianco · g3 pedone del bianco · h3 pedone del bianco · a2 pedone del bianco · b2 pedone del bianco · c2 pedone del bianco · d2 pedone del bianco · e2 pedone del bianco · f2 pedone del bianco · g2 pedone del bianco · h2 pedone del bianco · a1 pedone del bianco · b1 pedone del bianco · c1 pedone del bianco · d1 pedone del bianco · e1 pedone del bianco · f1 pedone del bianco · g1 pedone del bianco · h1 pedone del bianco | 4 |
| 3 | a8 torre del nero · b8 cavallo del nero · c8 alfiere del nero · d8 donna del nero · e8 re del nero · f8 alfiere del nero · g8 cavallo del nero · h8 torre del nero · a7 pedone del nero · b7 pedone del nero · c7 pedone del nero · d7 pedone del nero · e7 pedone del nero · f7 pedone del nero · g7 pedone del nero · h7 pedone del nero · a4 pedone del bianco · b4 pedone del bianco · c4 pedone del bianco · d4 pedone del bianco · e4 pedone del bianco · f4 pedone del bianco · g4 pedone del bianco · h4 pedone del bianco · a3 pedone del bianco · b3 pedone del bianco · c3 pedone del bianco · d3 pedone del bianco · e3 pedone del bianco · f3 pedone del bianco · g3 pedone del bianco · h3 pedone del bianco · a2 pedone del bianco · b2 pedone del bianco · c2 pedone del bianco · d2 pedone del bianco · e2 pedone del bianco · f2 pedone del bianco · g2 pedone del bianco · h2 pedone del bianco · a1 pedone del bianco · b1 pedone del bianco · c1 pedone del bianco · d1 pedone del bianco · e1 pedone del bianco · f1 pedone del bianco · g1 pedone del bianco · h1 pedone del bianco | a8 torre del nero · b8 cavallo del nero · c8 alfiere del nero · d8 donna del nero · e8 re del nero · f8 alfiere del nero · g8 cavallo del nero · h8 torre del nero · a7 pedone del nero · b7 pedone del nero · c7 pedone del nero · d7 pedone del nero · e7 pedone del nero · f7 pedone del nero · g7 pedone del nero · h7 pedone del nero · a4 pedone del bianco · b4 pedone del bianco · c4 pedone del bianco · d4 pedone del bianco · e4 pedone del bianco · f4 pedone del bianco · g4 pedone del bianco · h4 pedone del bianco · a3 pedone del bianco · b3 pedone del bianco · c3 pedone del bianco · d3 pedone del bianco · e3 pedone del bianco · f3 pedone del bianco · g3 pedone del bianco · h3 pedone del bianco · a2 pedone del bianco · b2 pedone del bianco · c2 pedone del bianco · d2 pedone del bianco · e2 pedone del bianco · f2 pedone del bianco · g2 pedone del bianco · h2 pedone del bianco · a1 pedone del bianco · b1 pedone del bianco · c1 pedone del bianco · d1 pedone del bianco · e1 pedone del bianco · f1 pedone del bianco · g1 pedone del bianco · h1 pedone del bianco | a8 torre del nero · b8 cavallo del nero · c8 alfiere del nero · d8 donna del nero · e8 re del nero · f8 alfiere del nero · g8 cavallo del nero · h8 torre del nero · a7 pedone del nero · b7 pedone del nero · c7 pedone del nero · d7 pedone del nero · e7 pedone del nero · f7 pedone del nero · g7 pedone del nero · h7 pedone del nero · a4 pedone del bianco · b4 pedone del bianco · c4 pedone del bianco · d4 pedone del bianco · e4 pedone del bianco · f4 pedone del bianco · g4 pedone del bianco · h4 pedone del bianco · a3 pedone del bianco · b3 pedone del bianco · c3 pedone del bianco · d3 pedone del bianco · e3 pedone del bianco · f3 pedone del bianco · g3 pedone del bianco · h3 pedone del bianco · a2 pedone del bianco · b2 pedone del bianco · c2 pedone del bianco · d2 pedone del bianco · e2 pedone del bianco · f2 pedone del bianco · g2 pedone del bianco · h2 pedone del bianco · a1 pedone del bianco · b1 pedone del bianco · c1 pedone del bianco · d1 pedone del bianco · e1 pedone del bianco · f1 pedone del bianco · g1 pedone del bianco · h1 pedone del bianco | a8 torre del nero · b8 cavallo del nero · c8 alfiere del nero · d8 donna del nero · e8 re del nero · f8 alfiere del nero · g8 cavallo del nero · h8 torre del nero · a7 pedone del nero · b7 pedone del nero · c7 pedone del nero · d7 pedone del nero · e7 pedone del nero · f7 pedone del nero · g7 pedone del nero · h7 pedone del nero · a4 pedone del bianco · b4 pedone del bianco · c4 pedone del bianco · d4 pedone del bianco · e4 pedone del bianco · f4 pedone del bianco · g4 pedone del bianco · h4 pedone del bianco · a3 pedone del bianco · b3 pedone del bianco · c3 pedone del bianco · d3 pedone del bianco · e3 pedone del bianco · f3 pedone del bianco · g3 pedone del bianco · h3 pedone del bianco · a2 pedone del bianco · b2 pedone del bianco · c2 pedone del bianco · d2 pedone del bianco · e2 pedone del bianco · f2 pedone del bianco · g2 pedone del bianco · h2 pedone del bianco · a1 pedone del bianco · b1 pedone del bianco · c1 pedone del bianco · d1 pedone del bianco · e1 pedone del bianco · f1 pedone del bianco · g1 pedone del bianco · h1 pedone del bianco | a8 torre del nero · b8 cavallo del nero · c8 alfiere del nero · d8 donna del nero · e8 re del nero · f8 alfiere del nero · g8 cavallo del nero · h8 torre del nero · a7 pedone del nero · b7 pedone del nero · c7 pedone del nero · d7 pedone del nero · e7 pedone del nero · f7 pedone del nero · g7 pedone del nero · h7 pedone del nero · a4 pedone del bianco · b4 pedone del bianco · c4 pedone del bianco · d4 pedone del bianco · e4 pedone del bianco · f4 pedone del bianco · g4 pedone del bianco · h4 pedone del bianco · a3 pedone del bianco · b3 pedone del bianco · c3 pedone del bianco · d3 pedone del bianco · e3 pedone del bianco · f3 pedone del bianco · g3 pedone del bianco · h3 pedone del bianco · a2 pedone del bianco · b2 pedone del bianco · c2 pedone del bianco · d2 pedone del bianco · e2 pedone del bianco · f2 pedone del bianco · g2 pedone del bianco · h2 pedone del bianco · a1 pedone del bianco · b1 pedone del bianco · c1 pedone del bianco · d1 pedone del bianco · e1 pedone del bianco · f1 pedone del bianco · g1 pedone del bianco · h1 pedone del bianco | a8 torre del nero · b8 cavallo del nero · c8 alfiere del nero · d8 donna del nero · e8 re del nero · f8 alfiere del nero · g8 cavallo del nero · h8 torre del nero · a7 pedone del nero · b7 pedone del nero · c7 pedone del nero · d7 pedone del nero · e7 pedone del nero · f7 pedone del nero · g7 pedone del nero · h7 pedone del nero · a4 pedone del bianco · b4 pedone del bianco · c4 pedone del bianco · d4 pedone del bianco · e4 pedone del bianco · f4 pedone del bianco · g4 pedone del bianco · h4 pedone del bianco · a3 pedone del bianco · b3 pedone del bianco · c3 pedone del bianco · d3 pedone del bianco · e3 pedone del bianco · f3 pedone del bianco · g3 pedone del bianco · h3 pedone del bianco · a2 pedone del bianco · b2 pedone del bianco · c2 pedone del bianco · d2 pedone del bianco · e2 pedone del bianco · f2 pedone del bianco · g2 pedone del bianco · h2 pedone del bianco · a1 pedone del bianco · b1 pedone del bianco · c1 pedone del bianco · d1 pedone del bianco · e1 pedone del bianco · f1 pedone del bianco · g1 pedone del bianco · h1 pedone del bianco | a8 torre del nero · b8 cavallo del nero · c8 alfiere del nero · d8 donna del nero · e8 re del nero · f8 alfiere del nero · g8 cavallo del nero · h8 torre del nero · a7 pedone del nero · b7 pedone del nero · c7 pedone del nero · d7 pedone del nero · e7 pedone del nero · f7 pedone del nero · g7 pedone del nero · h7 pedone del nero · a4 pedone del bianco · b4 pedone del bianco · c4 pedone del bianco · d4 pedone del bianco · e4 pedone del bianco · f4 pedone del bianco · g4 pedone del bianco · h4 pedone del bianco · a3 pedone del bianco · b3 pedone del bianco · c3 pedone del bianco · d3 pedone del bianco · e3 pedone del bianco · f3 pedone del bianco · g3 pedone del bianco · h3 pedone del bianco · a2 pedone del bianco · b2 pedone del bianco · c2 pedone del bianco · d2 pedone del bianco · e2 pedone del bianco · f2 pedone del bianco · g2 pedone del bianco · h2 pedone del bianco · a1 pedone del bianco · b1 pedone del bianco · c1 pedone del bianco · d1 pedone del bianco · e1 pedone del bianco · f1 pedone del bianco · g1 pedone del bianco · h1 pedone del bianco | a8 torre del nero · b8 cavallo del nero · c8 alfiere del nero · d8 donna del nero · e8 re del nero · f8 alfiere del nero · g8 cavallo del nero · h8 torre del nero · a7 pedone del nero · b7 pedone del nero · c7 pedone del nero · d7 pedone del nero · e7 pedone del nero · f7 pedone del nero · g7 pedone del nero · h7 pedone del nero · a4 pedone del bianco · b4 pedone del bianco · c4 pedone del bianco · d4 pedone del bianco · e4 pedone del bianco · f4 pedone del bianco · g4 pedone del bianco · h4 pedone del bianco · a3 pedone del bianco · b3 pedone del bianco · c3 pedone del bianco · d3 pedone del bianco · e3 pedone del bianco · f3 pedone del bianco · g3 pedone del bianco · h3 pedone del bianco · a2 pedone del bianco · b2 pedone del bianco · c2 pedone del bianco · d2 pedone del bianco · e2 pedone del bianco · f2 pedone del bianco · g2 pedone del bianco · h2 pedone del bianco · a1 pedone del bianco · b1 pedone del bianco · c1 pedone del bianco · d1 pedone del bianco · e1 pedone del bianco · f1 pedone del bianco · g1 pedone del bianco · h1 pedone del bianco | 3 |
| 2 | a8 torre del nero · b8 cavallo del nero · c8 alfiere del nero · d8 donna del nero · e8 re del nero · f8 alfiere del nero · g8 cavallo del nero · h8 torre del nero · a7 pedone del nero · b7 pedone del nero · c7 pedone del nero · d7 pedone del nero · e7 pedone del nero · f7 pedone del nero · g7 pedone del nero · h7 pedone del nero · a4 pedone del bianco · b4 pedone del bianco · c4 pedone del bianco · d4 pedone del bianco · e4 pedone del bianco · f4 pedone del bianco · g4 pedone del bianco · h4 pedone del bianco · a3 pedone del bianco · b3 pedone del bianco · c3 pedone del bianco · d3 pedone del bianco · e3 pedone del bianco · f3 pedone del bianco · g3 pedone del bianco · h3 pedone del bianco · a2 pedone del bianco · b2 pedone del bianco · c2 pedone del bianco · d2 pedone del bianco · e2 pedone del bianco · f2 pedone del bianco · g2 pedone del bianco · h2 pedone del bianco · a1 pedone del bianco · b1 pedone del bianco · c1 pedone del bianco · d1 pedone del bianco · e1 pedone del bianco · f1 pedone del bianco · g1 pedone del bianco · h1 pedone del bianco | a8 torre del nero · b8 cavallo del nero · c8 alfiere del nero · d8 donna del nero · e8 re del nero · f8 alfiere del nero · g8 cavallo del nero · h8 torre del nero · a7 pedone del nero · b7 pedone del nero · c7 pedone del nero · d7 pedone del nero · e7 pedone del nero · f7 pedone del nero · g7 pedone del nero · h7 pedone del nero · a4 pedone del bianco · b4 pedone del bianco · c4 pedone del bianco · d4 pedone del bianco · e4 pedone del bianco · f4 pedone del bianco · g4 pedone del bianco · h4 pedone del bianco · a3 pedone del bianco · b3 pedone del bianco · c3 pedone del bianco · d3 pedone del bianco · e3 pedone del bianco · f3 pedone del bianco · g3 pedone del bianco · h3 pedone del bianco · a2 pedone del bianco · b2 pedone del bianco · c2 pedone del bianco · d2 pedone del bianco · e2 pedone del bianco · f2 pedone del bianco · g2 pedone del bianco · h2 pedone del bianco · a1 pedone del bianco · b1 pedone del bianco · c1 pedone del bianco · d1 pedone del bianco · e1 pedone del bianco · f1 pedone del bianco · g1 pedone del bianco · h1 pedone del bianco | a8 torre del nero · b8 cavallo del nero · c8 alfiere del nero · d8 donna del nero · e8 re del nero · f8 alfiere del nero · g8 cavallo del nero · h8 torre del nero · a7 pedone del nero · b7 pedone del nero · c7 pedone del nero · d7 pedone del nero · e7 pedone del nero · f7 pedone del nero · g7 pedone del nero · h7 pedone del nero · a4 pedone del bianco · b4 pedone del bianco · c4 pedone del bianco · d4 pedone del bianco · e4 pedone del bianco · f4 pedone del bianco · g4 pedone del bianco · h4 pedone del bianco · a3 pedone del bianco · b3 pedone del bianco · c3 pedone del bianco · d3 pedone del bianco · e3 pedone del bianco · f3 pedone del bianco · g3 pedone del bianco · h3 pedone del bianco · a2 pedone del bianco · b2 pedone del bianco · c2 pedone del bianco · d2 pedone del bianco · e2 pedone del bianco · f2 pedone del bianco · g2 pedone del bianco · h2 pedone del bianco · a1 pedone del bianco · b1 pedone del bianco · c1 pedone del bianco · d1 pedone del bianco · e1 pedone del bianco · f1 pedone del bianco · g1 pedone del bianco · h1 pedone del bianco | a8 torre del nero · b8 cavallo del nero · c8 alfiere del nero · d8 donna del nero · e8 re del nero · f8 alfiere del nero · g8 cavallo del nero · h8 torre del nero · a7 pedone del nero · b7 pedone del nero · c7 pedone del nero · d7 pedone del nero · e7 pedone del nero · f7 pedone del nero · g7 pedone del nero · h7 pedone del nero · a4 pedone del bianco · b4 pedone del bianco · c4 pedone del bianco · d4 pedone del bianco · e4 pedone del bianco · f4 pedone del bianco · g4 pedone del bianco · h4 pedone del bianco · a3 pedone del bianco · b3 pedone del bianco · c3 pedone del bianco · d3 pedone del bianco · e3 pedone del bianco · f3 pedone del bianco · g3 pedone del bianco · h3 pedone del bianco · a2 pedone del bianco · b2 pedone del bianco · c2 pedone del bianco · d2 pedone del bianco · e2 pedone del bianco · f2 pedone del bianco · g2 pedone del bianco · h2 pedone del bianco · a1 pedone del bianco · b1 pedone del bianco · c1 pedone del bianco · d1 pedone del bianco · e1 pedone del bianco · f1 pedone del bianco · g1 pedone del bianco · h1 pedone del bianco | a8 torre del nero · b8 cavallo del nero · c8 alfiere del nero · d8 donna del nero · e8 re del nero · f8 alfiere del nero · g8 cavallo del nero · h8 torre del nero · a7 pedone del nero · b7 pedone del nero · c7 pedone del nero · d7 pedone del nero · e7 pedone del nero · f7 pedone del nero · g7 pedone del nero · h7 pedone del nero · a4 pedone del bianco · b4 pedone del bianco · c4 pedone del bianco · d4 pedone del bianco · e4 pedone del bianco · f4 pedone del bianco · g4 pedone del bianco · h4 pedone del bianco · a3 pedone del bianco · b3 pedone del bianco · c3 pedone del bianco · d3 pedone del bianco · e3 pedone del bianco · f3 pedone del bianco · g3 pedone del bianco · h3 pedone del bianco · a2 pedone del bianco · b2 pedone del bianco · c2 pedone del bianco · d2 pedone del bianco · e2 pedone del bianco · f2 pedone del bianco · g2 pedone del bianco · h2 pedone del bianco · a1 pedone del bianco · b1 pedone del bianco · c1 pedone del bianco · d1 pedone del bianco · e1 pedone del bianco · f1 pedone del bianco · g1 pedone del bianco · h1 pedone del bianco | a8 torre del nero · b8 cavallo del nero · c8 alfiere del nero · d8 donna del nero · e8 re del nero · f8 alfiere del nero · g8 cavallo del nero · h8 torre del nero · a7 pedone del nero · b7 pedone del nero · c7 pedone del nero · d7 pedone del nero · e7 pedone del nero · f7 pedone del nero · g7 pedone del nero · h7 pedone del nero · a4 pedone del bianco · b4 pedone del bianco · c4 pedone del bianco · d4 pedone del bianco · e4 pedone del bianco · f4 pedone del bianco · g4 pedone del bianco · h4 pedone del bianco · a3 pedone del bianco · b3 pedone del bianco · c3 pedone del bianco · d3 pedone del bianco · e3 pedone del bianco · f3 pedone del bianco · g3 pedone del bianco · h3 pedone del bianco · a2 pedone del bianco · b2 pedone del bianco · c2 pedone del bianco · d2 pedone del bianco · e2 pedone del bianco · f2 pedone del bianco · g2 pedone del bianco · h2 pedone del bianco · a1 pedone del bianco · b1 pedone del bianco · c1 pedone del bianco · d1 pedone del bianco · e1 pedone del bianco · f1 pedone del bianco · g1 pedone del bianco · h1 pedone del bianco | a8 torre del nero · b8 cavallo del nero · c8 alfiere del nero · d8 donna del nero · e8 re del nero · f8 alfiere del nero · g8 cavallo del nero · h8 torre del nero · a7 pedone del nero · b7 pedone del nero · c7 pedone del nero · d7 pedone del nero · e7 pedone del nero · f7 pedone del nero · g7 pedone del nero · h7 pedone del nero · a4 pedone del bianco · b4 pedone del bianco · c4 pedone del bianco · d4 pedone del bianco · e4 pedone del bianco · f4 pedone del bianco · g4 pedone del bianco · h4 pedone del bianco · a3 pedone del bianco · b3 pedone del bianco · c3 pedone del bianco · d3 pedone del bianco · e3 pedone del bianco · f3 pedone del bianco · g3 pedone del bianco · h3 pedone del bianco · a2 pedone del bianco · b2 pedone del bianco · c2 pedone del bianco · d2 pedone del bianco · e2 pedone del bianco · f2 pedone del bianco · g2 pedone del bianco · h2 pedone del bianco · a1 pedone del bianco · b1 pedone del bianco · c1 pedone del bianco · d1 pedone del bianco · e1 pedone del bianco · f1 pedone del bianco · g1 pedone del bianco · h1 pedone del bianco | a8 torre del nero · b8 cavallo del nero · c8 alfiere del nero · d8 donna del nero · e8 re del nero · f8 alfiere del nero · g8 cavallo del nero · h8 torre del nero · a7 pedone del nero · b7 pedone del nero · c7 pedone del nero · d7 pedone del nero · e7 pedone del nero · f7 pedone del nero · g7 pedone del nero · h7 pedone del nero · a4 pedone del bianco · b4 pedone del bianco · c4 pedone del bianco · d4 pedone del bianco · e4 pedone del bianco · f4 pedone del bianco · g4 pedone del bianco · h4 pedone del bianco · a3 pedone del bianco · b3 pedone del bianco · c3 pedone del bianco · d3 pedone del bianco · e3 pedone del bianco · f3 pedone del bianco · g3 pedone del bianco · h3 pedone del bianco · a2 pedone del bianco · b2 pedone del bianco · c2 pedone del bianco · d2 pedone del bianco · e2 pedone del bianco · f2 pedone del bianco · g2 pedone del bianco · h2 pedone del bianco · a1 pedone del bianco · b1 pedone del bianco · c1 pedone del bianco · d1 pedone del bianco · e1 pedone del bianco · f1 pedone del bianco · g1 pedone del bianco · h1 pedone del bianco | 2 |
| 1 | a8 torre del nero · b8 cavallo del nero · c8 alfiere del nero · d8 donna del nero · e8 re del nero · f8 alfiere del nero · g8 cavallo del nero · h8 torre del nero · a7 pedone del nero · b7 pedone del nero · c7 pedone del nero · d7 pedone del nero · e7 pedone del nero · f7 pedone del nero · g7 pedone del nero · h7 pedone del nero · a4 pedone del bianco · b4 pedone del bianco · c4 pedone del bianco · d4 pedone del bianco · e4 pedone del bianco · f4 pedone del bianco · g4 pedone del bianco · h4 pedone del bianco · a3 pedone del bianco · b3 pedone del bianco · c3 pedone del bianco · d3 pedone del bianco · e3 pedone del bianco · f3 pedone del bianco · g3 pedone del bianco · h3 pedone del bianco · a2 pedone del bianco · b2 pedone del bianco · c2 pedone del bianco · d2 pedone del bianco · e2 pedone del bianco · f2 pedone del bianco · g2 pedone del bianco · h2 pedone del bianco · a1 pedone del bianco · b1 pedone del bianco · c1 pedone del bianco · d1 pedone del bianco · e1 pedone del bianco · f1 pedone del bianco · g1 pedone del bianco · h1 pedone del bianco | a8 torre del nero · b8 cavallo del nero · c8 alfiere del nero · d8 donna del nero · e8 re del nero · f8 alfiere del nero · g8 cavallo del nero · h8 torre del nero · a7 pedone del nero · b7 pedone del nero · c7 pedone del nero · d7 pedone del nero · e7 pedone del nero · f7 pedone del nero · g7 pedone del nero · h7 pedone del nero · a4 pedone del bianco · b4 pedone del bianco · c4 pedone del bianco · d4 pedone del bianco · e4 pedone del bianco · f4 pedone del bianco · g4 pedone del bianco · h4 pedone del bianco · a3 pedone del bianco · b3 pedone del bianco · c3 pedone del bianco · d3 pedone del bianco · e3 pedone del bianco · f3 pedone del bianco · g3 pedone del bianco · h3 pedone del bianco · a2 pedone del bianco · b2 pedone del bianco · c2 pedone del bianco · d2 pedone del bianco · e2 pedone del bianco · f2 pedone del bianco · g2 pedone del bianco · h2 pedone del bianco · a1 pedone del bianco · b1 pedone del bianco · c1 pedone del bianco · d1 pedone del bianco · e1 pedone del bianco · f1 pedone del bianco · g1 pedone del bianco · h1 pedone del bianco | a8 torre del nero · b8 cavallo del nero · c8 alfiere del nero · d8 donna del nero · e8 re del nero · f8 alfiere del nero · g8 cavallo del nero · h8 torre del nero · a7 pedone del nero · b7 pedone del nero · c7 pedone del nero · d7 pedone del nero · e7 pedone del nero · f7 pedone del nero · g7 pedone del nero · h7 pedone del nero · a4 pedone del bianco · b4 pedone del bianco · c4 pedone del bianco · d4 pedone del bianco · e4 pedone del bianco · f4 pedone del bianco · g4 pedone del bianco · h4 pedone del bianco · a3 pedone del bianco · b3 pedone del bianco · c3 pedone del bianco · d3 pedone del bianco · e3 pedone del bianco · f3 pedone del bianco · g3 pedone del bianco · h3 pedone del bianco · a2 pedone del bianco · b2 pedone del bianco · c2 pedone del bianco · d2 pedone del bianco · e2 pedone del bianco · f2 pedone del bianco · g2 pedone del bianco · h2 pedone del bianco · a1 pedone del bianco · b1 pedone del bianco · c1 pedone del bianco · d1 pedone del bianco · e1 pedone del bianco · f1 pedone del bianco · g1 pedone del bianco · h1 pedone del bianco | a8 torre del nero · b8 cavallo del nero · c8 alfiere del nero · d8 donna del nero · e8 re del nero · f8 alfiere del nero · g8 cavallo del nero · h8 torre del nero · a7 pedone del nero · b7 pedone del nero · c7 pedone del nero · d7 pedone del nero · e7 pedone del nero · f7 pedone del nero · g7 pedone del nero · h7 pedone del nero · a4 pedone del bianco · b4 pedone del bianco · c4 pedone del bianco · d4 pedone del bianco · e4 pedone del bianco · f4 pedone del bianco · g4 pedone del bianco · h4 pedone del bianco · a3 pedone del bianco · b3 pedone del bianco · c3 pedone del bianco · d3 pedone del bianco · e3 pedone del bianco · f3 pedone del bianco · g3 pedone del bianco · h3 pedone del bianco · a2 pedone del bianco · b2 pedone del bianco · c2 pedone del bianco · d2 pedone del bianco · e2 pedone del bianco · f2 pedone del bianco · g2 pedone del bianco · h2 pedone del bianco · a1 pedone del bianco · b1 pedone del bianco · c1 pedone del bianco · d1 pedone del bianco · e1 pedone del bianco · f1 pedone del bianco · g1 pedone del bianco · h1 pedone del bianco | a8 torre del nero · b8 cavallo del nero · c8 alfiere del nero · d8 donna del nero · e8 re del nero · f8 alfiere del nero · g8 cavallo del nero · h8 torre del nero · a7 pedone del nero · b7 pedone del nero · c7 pedone del nero · d7 pedone del nero · e7 pedone del nero · f7 pedone del nero · g7 pedone del nero · h7 pedone del nero · a4 pedone del bianco · b4 pedone del bianco · c4 pedone del bianco · d4 pedone del bianco · e4 pedone del bianco · f4 pedone del bianco · g4 pedone del bianco · h4 pedone del bianco · a3 pedone del bianco · b3 pedone del bianco · c3 pedone del bianco · d3 pedone del bianco · e3 pedone del bianco · f3 pedone del bianco · g3 pedone del bianco · h3 pedone del bianco · a2 pedone del bianco · b2 pedone del bianco · c2 pedone del bianco · d2 pedone del bianco · e2 pedone del bianco · f2 pedone del bianco · g2 pedone del bianco · h2 pedone del bianco · a1 pedone del bianco · b1 pedone del bianco · c1 pedone del bianco · d1 pedone del bianco · e1 pedone del bianco · f1 pedone del bianco · g1 pedone del bianco · h1 pedone del bianco | a8 torre del nero · b8 cavallo del nero · c8 alfiere del nero · d8 donna del nero · e8 re del nero · f8 alfiere del nero · g8 cavallo del nero · h8 torre del nero · a7 pedone del nero · b7 pedone del nero · c7 pedone del nero · d7 pedone del nero · e7 pedone del nero · f7 pedone del nero · g7 pedone del nero · h7 pedone del nero · a4 pedone del bianco · b4 pedone del bianco · c4 pedone del bianco · d4 pedone del bianco · e4 pedone del bianco · f4 pedone del bianco · g4 pedone del bianco · h4 pedone del bianco · a3 pedone del bianco · b3 pedone del bianco · c3 pedone del bianco · d3 pedone del bianco · e3 pedone del bianco · f3 pedone del bianco · g3 pedone del bianco · h3 pedone del bianco · a2 pedone del bianco · b2 pedone del bianco · c2 pedone del bianco · d2 pedone del bianco · e2 pedone del bianco · f2 pedone del bianco · g2 pedone del bianco · h2 pedone del bianco · a1 pedone del bianco · b1 pedone del bianco · c1 pedone del bianco · d1 pedone del bianco · e1 pedone del bianco · f1 pedone del bianco · g1 pedone del bianco · h1 pedone del bianco | a8 torre del nero · b8 cavallo del nero · c8 alfiere del nero · d8 donna del nero · e8 re del nero · f8 alfiere del nero · g8 cavallo del nero · h8 torre del nero · a7 pedone del nero · b7 pedone del nero · c7 pedone del nero · d7 pedone del nero · e7 pedone del nero · f7 pedone del nero · g7 pedone del nero · h7 pedone del nero · a4 pedone del bianco · b4 pedone del bianco · c4 pedone del bianco · d4 pedone del bianco · e4 pedone del bianco · f4 pedone del bianco · g4 pedone del bianco · h4 pedone del bianco · a3 pedone del bianco · b3 pedone del bianco · c3 pedone del bianco · d3 pedone del bianco · e3 pedone del bianco · f3 pedone del bianco · g3 pedone del bianco · h3 pedone del bianco · a2 pedone del bianco · b2 pedone del bianco · c2 pedone del bianco · d2 pedone del bianco · e2 pedone del bianco · f2 pedone del bianco · g2 pedone del bianco · h2 pedone del bianco · a1 pedone del bianco · b1 pedone del bianco · c1 pedone del bianco · d1 pedone del bianco · e1 pedone del bianco · f1 pedone del bianco · g1 pedone del bianco · h1 pedone del bianco | a8 torre del nero · b8 cavallo del nero · c8 alfiere del nero · d8 donna del nero · e8 re del nero · f8 alfiere del nero · g8 cavallo del nero · h8 torre del nero · a7 pedone del nero · b7 pedone del nero · c7 pedone del nero · d7 pedone del nero · e7 pedone del nero · f7 pedone del nero · g7 pedone del nero · h7 pedone del nero · a4 pedone del bianco · b4 pedone del bianco · c4 pedone del bianco · d4 pedone del bianco · e4 pedone del bianco · f4 pedone del bianco · g4 pedone del bianco · h4 pedone del bianco · a3 pedone del bianco · b3 pedone del bianco · c3 pedone del bianco · d3 pedone del bianco · e3 pedone del bianco · f3 pedone del bianco · g3 pedone del bianco · h3 pedone del bianco · a2 pedone del bianco · b2 pedone del bianco · c2 pedone del bianco · d2 pedone del bianco · e2 pedone del bianco · f2 pedone del bianco · g2 pedone del bianco · h2 pedone del bianco · a1 pedone del bianco · b1 pedone del bianco · c1 pedone del bianco · d1 pedone del bianco · e1 pedone del bianco · f1 pedone del bianco · g1 pedone del bianco · h1 pedone del bianco | 1 |
|   | a | b | c | d | e | f | g | h |   |

Gli scacchi di Dunsany (dal nome di Lord Dunsany che li inventò nel 1942), sono una variante asimmetrica caratterizzata dalle posizioni di partenza descritte nel diagramma qui a lato.
Lo scopo del Bianco è quello di dare scacco matto, mentre quello del Nero è di catturare tutti i pedoni bianchi.

#### Orda
|   | a | b | c | d | e | f | g | h |   |
| 8 | a8 pedone del nero · b8 pedone del nero · c8 pedone del nero · f8 pedone del nero · g8 pedone del nero · h8 pedone del nero · a7 pedone del nero · b7 pedone del nero · c7 pedone del nero · d7 pedone del nero · e7 pedone del nero · f7 pedone del nero · g7 pedone del nero · h7 pedone del nero · a6 pedone del nero · b6 pedone del nero · c6 pedone del nero · d6 pedone del nero · e6 pedone del nero · f6 pedone del nero · g6 pedone del nero · h6 pedone del nero · a5 pedone del nero · b5 pedone del nero · c5 pedone del nero · d5 pedone del nero · e5 pedone del nero · f5 pedone del nero · g5 pedone del nero · h5 pedone del nero · d4 pedone del nero · e4 pedone del nero · a2 pedone del bianco · b2 pedone del bianco · c2 pedone del bianco · d2 pedone del bianco · e2 pedone del bianco · f2 pedone del bianco · g2 pedone del bianco · h2 pedone del bianco · a1 torre del bianco · b1 cavallo del bianco · c1 alfiere del bianco · d1 donna del bianco · e1 re del bianco · f1 alfiere del bianco · g1 cavallo del bianco · h1 torre del bianco | a8 pedone del nero · b8 pedone del nero · c8 pedone del nero · f8 pedone del nero · g8 pedone del nero · h8 pedone del nero · a7 pedone del nero · b7 pedone del nero · c7 pedone del nero · d7 pedone del nero · e7 pedone del nero · f7 pedone del nero · g7 pedone del nero · h7 pedone del nero · a6 pedone del nero · b6 pedone del nero · c6 pedone del nero · d6 pedone del nero · e6 pedone del nero · f6 pedone del nero · g6 pedone del nero · h6 pedone del nero · a5 pedone del nero · b5 pedone del nero · c5 pedone del nero · d5 pedone del nero · e5 pedone del nero · f5 pedone del nero · g5 pedone del nero · h5 pedone del nero · d4 pedone del nero · e4 pedone del nero · a2 pedone del bianco · b2 pedone del bianco · c2 pedone del bianco · d2 pedone del bianco · e2 pedone del bianco · f2 pedone del bianco · g2 pedone del bianco · h2 pedone del bianco · a1 torre del bianco · b1 cavallo del bianco · c1 alfiere del bianco · d1 donna del bianco · e1 re del bianco · f1 alfiere del bianco · g1 cavallo del bianco · h1 torre del bianco | a8 pedone del nero · b8 pedone del nero · c8 pedone del nero · f8 pedone del nero · g8 pedone del nero · h8 pedone del nero · a7 pedone del nero · b7 pedone del nero · c7 pedone del nero · d7 pedone del nero · e7 pedone del nero · f7 pedone del nero · g7 pedone del nero · h7 pedone del nero · a6 pedone del nero · b6 pedone del nero · c6 pedone del nero · d6 pedone del nero · e6 pedone del nero · f6 pedone del nero · g6 pedone del nero · h6 pedone del nero · a5 pedone del nero · b5 pedone del nero · c5 pedone del nero · d5 pedone del nero · e5 pedone del nero · f5 pedone del nero · g5 pedone del nero · h5 pedone del nero · d4 pedone del nero · e4 pedone del nero · a2 pedone del bianco · b2 pedone del bianco · c2 pedone del bianco · d2 pedone del bianco · e2 pedone del bianco · f2 pedone del bianco · g2 pedone del bianco · h2 pedone del bianco · a1 torre del bianco · b1 cavallo del bianco · c1 alfiere del bianco · d1 donna del bianco · e1 re del bianco · f1 alfiere del bianco · g1 cavallo del bianco · h1 torre del bianco | a8 pedone del nero · b8 pedone del nero · c8 pedone del nero · f8 pedone del nero · g8 pedone del nero · h8 pedone del nero · a7 pedone del nero · b7 pedone del nero · c7 pedone del nero · d7 pedone del nero · e7 pedone del nero · f7 pedone del nero · g7 pedone del nero · h7 pedone del nero · a6 pedone del nero · b6 pedone del nero · c6 pedone del nero · d6 pedone del nero · e6 pedone del nero · f6 pedone del nero · g6 pedone del nero · h6 pedone del nero · a5 pedone del nero · b5 pedone del nero · c5 pedone del nero · d5 pedone del nero · e5 pedone del nero · f5 pedone del nero · g5 pedone del nero · h5 pedone del nero · d4 pedone del nero · e4 pedone del nero · a2 pedone del bianco · b2 pedone del bianco · c2 pedone del bianco · d2 pedone del bianco · e2 pedone del bianco · f2 pedone del bianco · g2 pedone del bianco · h2 pedone del bianco · a1 torre del bianco · b1 cavallo del bianco · c1 alfiere del bianco · d1 donna del bianco · e1 re del bianco · f1 alfiere del bianco · g1 cavallo del bianco · h1 torre del bianco | a8 pedone del nero · b8 pedone del nero · c8 pedone del nero · f8 pedone del nero · g8 pedone del nero · h8 pedone del nero · a7 pedone del nero · b7 pedone del nero · c7 pedone del nero · d7 pedone del nero · e7 pedone del nero · f7 pedone del nero · g7 pedone del nero · h7 pedone del nero · a6 pedone del nero · b6 pedone del nero · c6 pedone del nero · d6 pedone del nero · e6 pedone del nero · f6 pedone del nero · g6 pedone del nero · h6 pedone del nero · a5 pedone del nero · b5 pedone del nero · c5 pedone del nero · d5 pedone del nero · e5 pedone del nero · f5 pedone del nero · g5 pedone del nero · h5 pedone del nero · d4 pedone del nero · e4 pedone del nero · a2 pedone del bianco · b2 pedone del bianco · c2 pedone del bianco · d2 pedone del bianco · e2 pedone del bianco · f2 pedone del bianco · g2 pedone del bianco · h2 pedone del bianco · a1 torre del bianco · b1 cavallo del bianco · c1 alfiere del bianco · d1 donna del bianco · e1 re del bianco · f1 alfiere del bianco · g1 cavallo del bianco · h1 torre del bianco | a8 pedone del nero · b8 pedone del nero · c8 pedone del nero · f8 pedone del nero · g8 pedone del nero · h8 pedone del nero · a7 pedone del nero · b7 pedone del nero · c7 pedone del nero · d7 pedone del nero · e7 pedone del nero · f7 pedone del nero · g7 pedone del nero · h7 pedone del nero · a6 pedone del nero · b6 pedone del nero · c6 pedone del nero · d6 pedone del nero · e6 pedone del nero · f6 pedone del nero · g6 pedone del nero · h6 pedone del nero · a5 pedone del nero · b5 pedone del nero · c5 pedone del nero · d5 pedone del nero · e5 pedone del nero · f5 pedone del nero · g5 pedone del nero · h5 pedone del nero · d4 pedone del nero · e4 pedone del nero · a2 pedone del bianco · b2 pedone del bianco · c2 pedone del bianco · d2 pedone del bianco · e2 pedone del bianco · f2 pedone del bianco · g2 pedone del bianco · h2 pedone del bianco · a1 torre del bianco · b1 cavallo del bianco · c1 alfiere del bianco · d1 donna del bianco · e1 re del bianco · f1 alfiere del bianco · g1 cavallo del bianco · h1 torre del bianco | a8 pedone del nero · b8 pedone del nero · c8 pedone del nero · f8 pedone del nero · g8 pedone del nero · h8 pedone del nero · a7 pedone del nero · b7 pedone del nero · c7 pedone del nero · d7 pedone del nero · e7 pedone del nero · f7 pedone del nero · g7 pedone del nero · h7 pedone del nero · a6 pedone del nero · b6 pedone del nero · c6 pedone del nero · d6 pedone del nero · e6 pedone del nero · f6 pedone del nero · g6 pedone del nero · h6 pedone del nero · a5 pedone del nero · b5 pedone del nero · c5 pedone del nero · d5 pedone del nero · e5 pedone del nero · f5 pedone del nero · g5 pedone del nero · h5 pedone del nero · d4 pedone del nero · e4 pedone del nero · a2 pedone del bianco · b2 pedone del bianco · c2 pedone del bianco · d2 pedone del bianco · e2 pedone del bianco · f2 pedone del bianco · g2 pedone del bianco · h2 pedone del bianco · a1 torre del bianco · b1 cavallo del bianco · c1 alfiere del bianco · d1 donna del bianco · e1 re del bianco · f1 alfiere del bianco · g1 cavallo del bianco · h1 torre del bianco | a8 pedone del nero · b8 pedone del nero · c8 pedone del nero · f8 pedone del nero · g8 pedone del nero · h8 pedone del nero · a7 pedone del nero · b7 pedone del nero · c7 pedone del nero · d7 pedone del nero · e7 pedone del nero · f7 pedone del nero · g7 pedone del nero · h7 pedone del nero · a6 pedone del nero · b6 pedone del nero · c6 pedone del nero · d6 pedone del nero · e6 pedone del nero · f6 pedone del nero · g6 pedone del nero · h6 pedone del nero · a5 pedone del nero · b5 pedone del nero · c5 pedone del nero · d5 pedone del nero · e5 pedone del nero · f5 pedone del nero · g5 pedone del nero · h5 pedone del nero · d4 pedone del nero · e4 pedone del nero · a2 pedone del bianco · b2 pedone del bianco · c2 pedone del bianco · d2 pedone del bianco · e2 pedone del bianco · f2 pedone del bianco · g2 pedone del bianco · h2 pedone del bianco · a1 torre del bianco · b1 cavallo del bianco · c1 alfiere del bianco · d1 donna del bianco · e1 re del bianco · f1 alfiere del bianco · g1 cavallo del bianco · h1 torre del bianco | 8 |
| 7 | a8 pedone del nero · b8 pedone del nero · c8 pedone del nero · f8 pedone del nero · g8 pedone del nero · h8 pedone del nero · a7 pedone del nero · b7 pedone del nero · c7 pedone del nero · d7 pedone del nero · e7 pedone del nero · f7 pedone del nero · g7 pedone del nero · h7 pedone del nero · a6 pedone del nero · b6 pedone del nero · c6 pedone del nero · d6 pedone del nero · e6 pedone del nero · f6 pedone del nero · g6 pedone del nero · h6 pedone del nero · a5 pedone del nero · b5 pedone del nero · c5 pedone del nero · d5 pedone del nero · e5 pedone del nero · f5 pedone del nero · g5 pedone del nero · h5 pedone del nero · d4 pedone del nero · e4 pedone del nero · a2 pedone del bianco · b2 pedone del bianco · c2 pedone del bianco · d2 pedone del bianco · e2 pedone del bianco · f2 pedone del bianco · g2 pedone del bianco · h2 pedone del bianco · a1 torre del bianco · b1 cavallo del bianco · c1 alfiere del bianco · d1 donna del bianco · e1 re del bianco · f1 alfiere del bianco · g1 cavallo del bianco · h1 torre del bianco | a8 pedone del nero · b8 pedone del nero · c8 pedone del nero · f8 pedone del nero · g8 pedone del nero · h8 pedone del nero · a7 pedone del nero · b7 pedone del nero · c7 pedone del nero · d7 pedone del nero · e7 pedone del nero · f7 pedone del nero · g7 pedone del nero · h7 pedone del nero · a6 pedone del nero · b6 pedone del nero · c6 pedone del nero · d6 pedone del nero · e6 pedone del nero · f6 pedone del nero · g6 pedone del nero · h6 pedone del nero · a5 pedone del nero · b5 pedone del nero · c5 pedone del nero · d5 pedone del nero · e5 pedone del nero · f5 pedone del nero · g5 pedone del nero · h5 pedone del nero · d4 pedone del nero · e4 pedone del nero · a2 pedone del bianco · b2 pedone del bianco · c2 pedone del bianco · d2 pedone del bianco · e2 pedone del bianco · f2 pedone del bianco · g2 pedone del bianco · h2 pedone del bianco · a1 torre del bianco · b1 cavallo del bianco · c1 alfiere del bianco · d1 donna del bianco · e1 re del bianco · f1 alfiere del bianco · g1 cavallo del bianco · h1 torre del bianco | a8 pedone del nero · b8 pedone del nero · c8 pedone del nero · f8 pedone del nero · g8 pedone del nero · h8 pedone del nero · a7 pedone del nero · b7 pedone del nero · c7 pedone del nero · d7 pedone del nero · e7 pedone del nero · f7 pedone del nero · g7 pedone del nero · h7 pedone del nero · a6 pedone del nero · b6 pedone del nero · c6 pedone del nero · d6 pedone del nero · e6 pedone del nero · f6 pedone del nero · g6 pedone del nero · h6 pedone del nero · a5 pedone del nero · b5 pedone del nero · c5 pedone del nero · d5 pedone del nero · e5 pedone del nero · f5 pedone del nero · g5 pedone del nero · h5 pedone del nero · d4 pedone del nero · e4 pedone del nero · a2 pedone del bianco · b2 pedone del bianco · c2 pedone del bianco · d2 pedone del bianco · e2 pedone del bianco · f2 pedone del bianco · g2 pedone del bianco · h2 pedone del bianco · a1 torre del bianco · b1 cavallo del bianco · c1 alfiere del bianco · d1 donna del bianco · e1 re del bianco · f1 alfiere del bianco · g1 cavallo del bianco · h1 torre del bianco | a8 pedone del nero · b8 pedone del nero · c8 pedone del nero · f8 pedone del nero · g8 pedone del nero · h8 pedone del nero · a7 pedone del nero · b7 pedone del nero · c7 pedone del nero · d7 pedone del nero · e7 pedone del nero · f7 pedone del nero · g7 pedone del nero · h7 pedone del nero · a6 pedone del nero · b6 pedone del nero · c6 pedone del nero · d6 pedone del nero · e6 pedone del nero · f6 pedone del nero · g6 pedone del nero · h6 pedone del nero · a5 pedone del nero · b5 pedone del nero · c5 pedone del nero · d5 pedone del nero · e5 pedone del nero · f5 pedone del nero · g5 pedone del nero · h5 pedone del nero · d4 pedone del nero · e4 pedone del nero · a2 pedone del bianco · b2 pedone del bianco · c2 pedone del bianco · d2 pedone del bianco · e2 pedone del bianco · f2 pedone del bianco · g2 pedone del bianco · h2 pedone del bianco · a1 torre del bianco · b1 cavallo del bianco · c1 alfiere del bianco · d1 donna del bianco · e1 re del bianco · f1 alfiere del bianco · g1 cavallo del bianco · h1 torre del bianco | a8 pedone del nero · b8 pedone del nero · c8 pedone del nero · f8 pedone del nero · g8 pedone del nero · h8 pedone del nero · a7 pedone del nero · b7 pedone del nero · c7 pedone del nero · d7 pedone del nero · e7 pedone del nero · f7 pedone del nero · g7 pedone del nero · h7 pedone del nero · a6 pedone del nero · b6 pedone del nero · c6 pedone del nero · d6 pedone del nero · e6 pedone del nero · f6 pedone del nero · g6 pedone del nero · h6 pedone del nero · a5 pedone del nero · b5 pedone del nero · c5 pedone del nero · d5 pedone del nero · e5 pedone del nero · f5 pedone del nero · g5 pedone del nero · h5 pedone del nero · d4 pedone del nero · e4 pedone del nero · a2 pedone del bianco · b2 pedone del bianco · c2 pedone del bianco · d2 pedone del bianco · e2 pedone del bianco · f2 pedone del bianco · g2 pedone del bianco · h2 pedone del bianco · a1 torre del bianco · b1 cavallo del bianco · c1 alfiere del bianco · d1 donna del bianco · e1 re del bianco · f1 alfiere del bianco · g1 cavallo del bianco · h1 torre del bianco | a8 pedone del nero · b8 pedone del nero · c8 pedone del nero · f8 pedone del nero · g8 pedone del nero · h8 pedone del nero · a7 pedone del nero · b7 pedone del nero · c7 pedone del nero · d7 pedone del nero · e7 pedone del nero · f7 pedone del nero · g7 pedone del nero · h7 pedone del nero · a6 pedone del nero · b6 pedone del nero · c6 pedone del nero · d6 pedone del nero · e6 pedone del nero · f6 pedone del nero · g6 pedone del nero · h6 pedone del nero · a5 pedone del nero · b5 pedone del nero · c5 pedone del nero · d5 pedone del nero · e5 pedone del nero · f5 pedone del nero · g5 pedone del nero · h5 pedone del nero · d4 pedone del nero · e4 pedone del nero · a2 pedone del bianco · b2 pedone del bianco · c2 pedone del bianco · d2 pedone del bianco · e2 pedone del bianco · f2 pedone del bianco · g2 pedone del bianco · h2 pedone del bianco · a1 torre del bianco · b1 cavallo del bianco · c1 alfiere del bianco · d1 donna del bianco · e1 re del bianco · f1 alfiere del bianco · g1 cavallo del bianco · h1 torre del bianco | a8 pedone del nero · b8 pedone del nero · c8 pedone del nero · f8 pedone del nero · g8 pedone del nero · h8 pedone del nero · a7 pedone del nero · b7 pedone del nero · c7 pedone del nero · d7 pedone del nero · e7 pedone del nero · f7 pedone del nero · g7 pedone del nero · h7 pedone del nero · a6 pedone del nero · b6 pedone del nero · c6 pedone del nero · d6 pedone del nero · e6 pedone del nero · f6 pedone del nero · g6 pedone del nero · h6 pedone del nero · a5 pedone del nero · b5 pedone del nero · c5 pedone del nero · d5 pedone del nero · e5 pedone del nero · f5 pedone del nero · g5 pedone del nero · h5 pedone del nero · d4 pedone del nero · e4 pedone del nero · a2 pedone del bianco · b2 pedone del bianco · c2 pedone del bianco · d2 pedone del bianco · e2 pedone del bianco · f2 pedone del bianco · g2 pedone del bianco · h2 pedone del bianco · a1 torre del bianco · b1 cavallo del bianco · c1 alfiere del bianco · d1 donna del bianco · e1 re del bianco · f1 alfiere del bianco · g1 cavallo del bianco · h1 torre del bianco | a8 pedone del nero · b8 pedone del nero · c8 pedone del nero · f8 pedone del nero · g8 pedone del nero · h8 pedone del nero · a7 pedone del nero · b7 pedone del nero · c7 pedone del nero · d7 pedone del nero · e7 pedone del nero · f7 pedone del nero · g7 pedone del nero · h7 pedone del nero · a6 pedone del nero · b6 pedone del nero · c6 pedone del nero · d6 pedone del nero · e6 pedone del nero · f6 pedone del nero · g6 pedone del nero · h6 pedone del nero · a5 pedone del nero · b5 pedone del nero · c5 pedone del nero · d5 pedone del nero · e5 pedone del nero · f5 pedone del nero · g5 pedone del nero · h5 pedone del nero · d4 pedone del nero · e4 pedone del nero · a2 pedone del bianco · b2 pedone del bianco · c2 pedone del bianco · d2 pedone del bianco · e2 pedone del bianco · f2 pedone del bianco · g2 pedone del bianco · h2 pedone del bianco · a1 torre del bianco · b1 cavallo del bianco · c1 alfiere del bianco · d1 donna del bianco · e1 re del bianco · f1 alfiere del bianco · g1 cavallo del bianco · h1 torre del bianco | 7 |
| 6 | a8 pedone del nero · b8 pedone del nero · c8 pedone del nero · f8 pedone del nero · g8 pedone del nero · h8 pedone del nero · a7 pedone del nero · b7 pedone del nero · c7 pedone del nero · d7 pedone del nero · e7 pedone del nero · f7 pedone del nero · g7 pedone del nero · h7 pedone del nero · a6 pedone del nero · b6 pedone del nero · c6 pedone del nero · d6 pedone del nero · e6 pedone del nero · f6 pedone del nero · g6 pedone del nero · h6 pedone del nero · a5 pedone del nero · b5 pedone del nero · c5 pedone del nero · d5 pedone del nero · e5 pedone del nero · f5 pedone del nero · g5 pedone del nero · h5 pedone del nero · d4 pedone del nero · e4 pedone del nero · a2 pedone del bianco · b2 pedone del bianco · c2 pedone del bianco · d2 pedone del bianco · e2 pedone del bianco · f2 pedone del bianco · g2 pedone del bianco · h2 pedone del bianco · a1 torre del bianco · b1 cavallo del bianco · c1 alfiere del bianco · d1 donna del bianco · e1 re del bianco · f1 alfiere del bianco · g1 cavallo del bianco · h1 torre del bianco | a8 pedone del nero · b8 pedone del nero · c8 pedone del nero · f8 pedone del nero · g8 pedone del nero · h8 pedone del nero · a7 pedone del nero · b7 pedone del nero · c7 pedone del nero · d7 pedone del nero · e7 pedone del nero · f7 pedone del nero · g7 pedone del nero · h7 pedone del nero · a6 pedone del nero · b6 pedone del nero · c6 pedone del nero · d6 pedone del nero · e6 pedone del nero · f6 pedone del nero · g6 pedone del nero · h6 pedone del nero · a5 pedone del nero · b5 pedone del nero · c5 pedone del nero · d5 pedone del nero · e5 pedone del nero · f5 pedone del nero · g5 pedone del nero · h5 pedone del nero · d4 pedone del nero · e4 pedone del nero · a2 pedone del bianco · b2 pedone del bianco · c2 pedone del bianco · d2 pedone del bianco · e2 pedone del bianco · f2 pedone del bianco · g2 pedone del bianco · h2 pedone del bianco · a1 torre del bianco · b1 cavallo del bianco · c1 alfiere del bianco · d1 donna del bianco · e1 re del bianco · f1 alfiere del bianco · g1 cavallo del bianco · h1 torre del bianco | a8 pedone del nero · b8 pedone del nero · c8 pedone del nero · f8 pedone del nero · g8 pedone del nero · h8 pedone del nero · a7 pedone del nero · b7 pedone del nero · c7 pedone del nero · d7 pedone del nero · e7 pedone del nero · f7 pedone del nero · g7 pedone del nero · h7 pedone del nero · a6 pedone del nero · b6 pedone del nero · c6 pedone del nero · d6 pedone del nero · e6 pedone del nero · f6 pedone del nero · g6 pedone del nero · h6 pedone del nero · a5 pedone del nero · b5 pedone del nero · c5 pedone del nero · d5 pedone del nero · e5 pedone del nero · f5 pedone del nero · g5 pedone del nero · h5 pedone del nero · d4 pedone del nero · e4 pedone del nero · a2 pedone del bianco · b2 pedone del bianco · c2 pedone del bianco · d2 pedone del bianco · e2 pedone del bianco · f2 pedone del bianco · g2 pedone del bianco · h2 pedone del bianco · a1 torre del bianco · b1 cavallo del bianco · c1 alfiere del bianco · d1 donna del bianco · e1 re del bianco · f1 alfiere del bianco · g1 cavallo del bianco · h1 torre del bianco | a8 pedone del nero · b8 pedone del nero · c8 pedone del nero · f8 pedone del nero · g8 pedone del nero · h8 pedone del nero · a7 pedone del nero · b7 pedone del nero · c7 pedone del nero · d7 pedone del nero · e7 pedone del nero · f7 pedone del nero · g7 pedone del nero · h7 pedone del nero · a6 pedone del nero · b6 pedone del nero · c6 pedone del nero · d6 pedone del nero · e6 pedone del nero · f6 pedone del nero · g6 pedone del nero · h6 pedone del nero · a5 pedone del nero · b5 pedone del nero · c5 pedone del nero · d5 pedone del nero · e5 pedone del nero · f5 pedone del nero · g5 pedone del nero · h5 pedone del nero · d4 pedone del nero · e4 pedone del nero · a2 pedone del bianco · b2 pedone del bianco · c2 pedone del bianco · d2 pedone del bianco · e2 pedone del bianco · f2 pedone del bianco · g2 pedone del bianco · h2 pedone del bianco · a1 torre del bianco · b1 cavallo del bianco · c1 alfiere del bianco · d1 donna del bianco · e1 re del bianco · f1 alfiere del bianco · g1 cavallo del bianco · h1 torre del bianco | a8 pedone del nero · b8 pedone del nero · c8 pedone del nero · f8 pedone del nero · g8 pedone del nero · h8 pedone del nero · a7 pedone del nero · b7 pedone del nero · c7 pedone del nero · d7 pedone del nero · e7 pedone del nero · f7 pedone del nero · g7 pedone del nero · h7 pedone del nero · a6 pedone del nero · b6 pedone del nero · c6 pedone del nero · d6 pedone del nero · e6 pedone del nero · f6 pedone del nero · g6 pedone del nero · h6 pedone del nero · a5 pedone del nero · b5 pedone del nero · c5 pedone del nero · d5 pedone del nero · e5 pedone del nero · f5 pedone del nero · g5 pedone del nero · h5 pedone del nero · d4 pedone del nero · e4 pedone del nero · a2 pedone del bianco · b2 pedone del bianco · c2 pedone del bianco · d2 pedone del bianco · e2 pedone del bianco · f2 pedone del bianco · g2 pedone del bianco · h2 pedone del bianco · a1 torre del bianco · b1 cavallo del bianco · c1 alfiere del bianco · d1 donna del bianco · e1 re del bianco · f1 alfiere del bianco · g1 cavallo del bianco · h1 torre del bianco | a8 pedone del nero · b8 pedone del nero · c8 pedone del nero · f8 pedone del nero · g8 pedone del nero · h8 pedone del nero · a7 pedone del nero · b7 pedone del nero · c7 pedone del nero · d7 pedone del nero · e7 pedone del nero · f7 pedone del nero · g7 pedone del nero · h7 pedone del nero · a6 pedone del nero · b6 pedone del nero · c6 pedone del nero · d6 pedone del nero · e6 pedone del nero · f6 pedone del nero · g6 pedone del nero · h6 pedone del nero · a5 pedone del nero · b5 pedone del nero · c5 pedone del nero · d5 pedone del nero · e5 pedone del nero · f5 pedone del nero · g5 pedone del nero · h5 pedone del nero · d4 pedone del nero · e4 pedone del nero · a2 pedone del bianco · b2 pedone del bianco · c2 pedone del bianco · d2 pedone del bianco · e2 pedone del bianco · f2 pedone del bianco · g2 pedone del bianco · h2 pedone del bianco · a1 torre del bianco · b1 cavallo del bianco · c1 alfiere del bianco · d1 donna del bianco · e1 re del bianco · f1 alfiere del bianco · g1 cavallo del bianco · h1 torre del bianco | a8 pedone del nero · b8 pedone del nero · c8 pedone del nero · f8 pedone del nero · g8 pedone del nero · h8 pedone del nero · a7 pedone del nero · b7 pedone del nero · c7 pedone del nero · d7 pedone del nero · e7 pedone del nero · f7 pedone del nero · g7 pedone del nero · h7 pedone del nero · a6 pedone del nero · b6 pedone del nero · c6 pedone del nero · d6 pedone del nero · e6 pedone del nero · f6 pedone del nero · g6 pedone del nero · h6 pedone del nero · a5 pedone del nero · b5 pedone del nero · c5 pedone del nero · d5 pedone del nero · e5 pedone del nero · f5 pedone del nero · g5 pedone del nero · h5 pedone del nero · d4 pedone del nero · e4 pedone del nero · a2 pedone del bianco · b2 pedone del bianco · c2 pedone del bianco · d2 pedone del bianco · e2 pedone del bianco · f2 pedone del bianco · g2 pedone del bianco · h2 pedone del bianco · a1 torre del bianco · b1 cavallo del bianco · c1 alfiere del bianco · d1 donna del bianco · e1 re del bianco · f1 alfiere del bianco · g1 cavallo del bianco · h1 torre del bianco | a8 pedone del nero · b8 pedone del nero · c8 pedone del nero · f8 pedone del nero · g8 pedone del nero · h8 pedone del nero · a7 pedone del nero · b7 pedone del nero · c7 pedone del nero · d7 pedone del nero · e7 pedone del nero · f7 pedone del nero · g7 pedone del nero · h7 pedone del nero · a6 pedone del nero · b6 pedone del nero · c6 pedone del nero · d6 pedone del nero · e6 pedone del nero · f6 pedone del nero · g6 pedone del nero · h6 pedone del nero · a5 pedone del nero · b5 pedone del nero · c5 pedone del nero · d5 pedone del nero · e5 pedone del nero · f5 pedone del nero · g5 pedone del nero · h5 pedone del nero · d4 pedone del nero · e4 pedone del nero · a2 pedone del bianco · b2 pedone del bianco · c2 pedone del bianco · d2 pedone del bianco · e2 pedone del bianco · f2 pedone del bianco · g2 pedone del bianco · h2 pedone del bianco · a1 torre del bianco · b1 cavallo del bianco · c1 alfiere del bianco · d1 donna del bianco · e1 re del bianco · f1 alfiere del bianco · g1 cavallo del bianco · h1 torre del bianco | 6 |
| 5 | a8 pedone del nero · b8 pedone del nero · c8 pedone del nero · f8 pedone del nero · g8 pedone del nero · h8 pedone del nero · a7 pedone del nero · b7 pedone del nero · c7 pedone del nero · d7 pedone del nero · e7 pedone del nero · f7 pedone del nero · g7 pedone del nero · h7 pedone del nero · a6 pedone del nero · b6 pedone del nero · c6 pedone del nero · d6 pedone del nero · e6 pedone del nero · f6 pedone del nero · g6 pedone del nero · h6 pedone del nero · a5 pedone del nero · b5 pedone del nero · c5 pedone del nero · d5 pedone del nero · e5 pedone del nero · f5 pedone del nero · g5 pedone del nero · h5 pedone del nero · d4 pedone del nero · e4 pedone del nero · a2 pedone del bianco · b2 pedone del bianco · c2 pedone del bianco · d2 pedone del bianco · e2 pedone del bianco · f2 pedone del bianco · g2 pedone del bianco · h2 pedone del bianco · a1 torre del bianco · b1 cavallo del bianco · c1 alfiere del bianco · d1 donna del bianco · e1 re del bianco · f1 alfiere del bianco · g1 cavallo del bianco · h1 torre del bianco | a8 pedone del nero · b8 pedone del nero · c8 pedone del nero · f8 pedone del nero · g8 pedone del nero · h8 pedone del nero · a7 pedone del nero · b7 pedone del nero · c7 pedone del nero · d7 pedone del nero · e7 pedone del nero · f7 pedone del nero · g7 pedone del nero · h7 pedone del nero · a6 pedone del nero · b6 pedone del nero · c6 pedone del nero · d6 pedone del nero · e6 pedone del nero · f6 pedone del nero · g6 pedone del nero · h6 pedone del nero · a5 pedone del nero · b5 pedone del nero · c5 pedone del nero · d5 pedone del nero · e5 pedone del nero · f5 pedone del nero · g5 pedone del nero · h5 pedone del nero · d4 pedone del nero · e4 pedone del nero · a2 pedone del bianco · b2 pedone del bianco · c2 pedone del bianco · d2 pedone del bianco · e2 pedone del bianco · f2 pedone del bianco · g2 pedone del bianco · h2 pedone del bianco · a1 torre del bianco · b1 cavallo del bianco · c1 alfiere del bianco · d1 donna del bianco · e1 re del bianco · f1 alfiere del bianco · g1 cavallo del bianco · h1 torre del bianco | a8 pedone del nero · b8 pedone del nero · c8 pedone del nero · f8 pedone del nero · g8 pedone del nero · h8 pedone del nero · a7 pedone del nero · b7 pedone del nero · c7 pedone del nero · d7 pedone del nero · e7 pedone del nero · f7 pedone del nero · g7 pedone del nero · h7 pedone del nero · a6 pedone del nero · b6 pedone del nero · c6 pedone del nero · d6 pedone del nero · e6 pedone del nero · f6 pedone del nero · g6 pedone del nero · h6 pedone del nero · a5 pedone del nero · b5 pedone del nero · c5 pedone del nero · d5 pedone del nero · e5 pedone del nero · f5 pedone del nero · g5 pedone del nero · h5 pedone del nero · d4 pedone del nero · e4 pedone del nero · a2 pedone del bianco · b2 pedone del bianco · c2 pedone del bianco · d2 pedone del bianco · e2 pedone del bianco · f2 pedone del bianco · g2 pedone del bianco · h2 pedone del bianco · a1 torre del bianco · b1 cavallo del bianco · c1 alfiere del bianco · d1 donna del bianco · e1 re del bianco · f1 alfiere del bianco · g1 cavallo del bianco · h1 torre del bianco | a8 pedone del nero · b8 pedone del nero · c8 pedone del nero · f8 pedone del nero · g8 pedone del nero · h8 pedone del nero · a7 pedone del nero · b7 pedone del nero · c7 pedone del nero · d7 pedone del nero · e7 pedone del nero · f7 pedone del nero · g7 pedone del nero · h7 pedone del nero · a6 pedone del nero · b6 pedone del nero · c6 pedone del nero · d6 pedone del nero · e6 pedone del nero · f6 pedone del nero · g6 pedone del nero · h6 pedone del nero · a5 pedone del nero · b5 pedone del nero · c5 pedone del nero · d5 pedone del nero · e5 pedone del nero · f5 pedone del nero · g5 pedone del nero · h5 pedone del nero · d4 pedone del nero · e4 pedone del nero · a2 pedone del bianco · b2 pedone del bianco · c2 pedone del bianco · d2 pedone del bianco · e2 pedone del bianco · f2 pedone del bianco · g2 pedone del bianco · h2 pedone del bianco · a1 torre del bianco · b1 cavallo del bianco · c1 alfiere del bianco · d1 donna del bianco · e1 re del bianco · f1 alfiere del bianco · g1 cavallo del bianco · h1 torre del bianco | a8 pedone del nero · b8 pedone del nero · c8 pedone del nero · f8 pedone del nero · g8 pedone del nero · h8 pedone del nero · a7 pedone del nero · b7 pedone del nero · c7 pedone del nero · d7 pedone del nero · e7 pedone del nero · f7 pedone del nero · g7 pedone del nero · h7 pedone del nero · a6 pedone del nero · b6 pedone del nero · c6 pedone del nero · d6 pedone del nero · e6 pedone del nero · f6 pedone del nero · g6 pedone del nero · h6 pedone del nero · a5 pedone del nero · b5 pedone del nero · c5 pedone del nero · d5 pedone del nero · e5 pedone del nero · f5 pedone del nero · g5 pedone del nero · h5 pedone del nero · d4 pedone del nero · e4 pedone del nero · a2 pedone del bianco · b2 pedone del bianco · c2 pedone del bianco · d2 pedone del bianco · e2 pedone del bianco · f2 pedone del bianco · g2 pedone del bianco · h2 pedone del bianco · a1 torre del bianco · b1 cavallo del bianco · c1 alfiere del bianco · d1 donna del bianco · e1 re del bianco · f1 alfiere del bianco · g1 cavallo del bianco · h1 torre del bianco | a8 pedone del nero · b8 pedone del nero · c8 pedone del nero · f8 pedone del nero · g8 pedone del nero · h8 pedone del nero · a7 pedone del nero · b7 pedone del nero · c7 pedone del nero · d7 pedone del nero · e7 pedone del nero · f7 pedone del nero · g7 pedone del nero · h7 pedone del nero · a6 pedone del nero · b6 pedone del nero · c6 pedone del nero · d6 pedone del nero · e6 pedone del nero · f6 pedone del nero · g6 pedone del nero · h6 pedone del nero · a5 pedone del nero · b5 pedone del nero · c5 pedone del nero · d5 pedone del nero · e5 pedone del nero · f5 pedone del nero · g5 pedone del nero · h5 pedone del nero · d4 pedone del nero · e4 pedone del nero · a2 pedone del bianco · b2 pedone del bianco · c2 pedone del bianco · d2 pedone del bianco · e2 pedone del bianco · f2 pedone del bianco · g2 pedone del bianco · h2 pedone del bianco · a1 torre del bianco · b1 cavallo del bianco · c1 alfiere del bianco · d1 donna del bianco · e1 re del bianco · f1 alfiere del bianco · g1 cavallo del bianco · h1 torre del bianco | a8 pedone del nero · b8 pedone del nero · c8 pedone del nero · f8 pedone del nero · g8 pedone del nero · h8 pedone del nero · a7 pedone del nero · b7 pedone del nero · c7 pedone del nero · d7 pedone del nero · e7 pedone del nero · f7 pedone del nero · g7 pedone del nero · h7 pedone del nero · a6 pedone del nero · b6 pedone del nero · c6 pedone del nero · d6 pedone del nero · e6 pedone del nero · f6 pedone del nero · g6 pedone del nero · h6 pedone del nero · a5 pedone del nero · b5 pedone del nero · c5 pedone del nero · d5 pedone del nero · e5 pedone del nero · f5 pedone del nero · g5 pedone del nero · h5 pedone del nero · d4 pedone del nero · e4 pedone del nero · a2 pedone del bianco · b2 pedone del bianco · c2 pedone del bianco · d2 pedone del bianco · e2 pedone del bianco · f2 pedone del bianco · g2 pedone del bianco · h2 pedone del bianco · a1 torre del bianco · b1 cavallo del bianco · c1 alfiere del bianco · d1 donna del bianco · e1 re del bianco · f1 alfiere del bianco · g1 cavallo del bianco · h1 torre del bianco | a8 pedone del nero · b8 pedone del nero · c8 pedone del nero · f8 pedone del nero · g8 pedone del nero · h8 pedone del nero · a7 pedone del nero · b7 pedone del nero · c7 pedone del nero · d7 pedone del nero · e7 pedone del nero · f7 pedone del nero · g7 pedone del nero · h7 pedone del nero · a6 pedone del nero · b6 pedone del nero · c6 pedone del nero · d6 pedone del nero · e6 pedone del nero · f6 pedone del nero · g6 pedone del nero · h6 pedone del nero · a5 pedone del nero · b5 pedone del nero · c5 pedone del nero · d5 pedone del nero · e5 pedone del nero · f5 pedone del nero · g5 pedone del nero · h5 pedone del nero · d4 pedone del nero · e4 pedone del nero · a2 pedone del bianco · b2 pedone del bianco · c2 pedone del bianco · d2 pedone del bianco · e2 pedone del bianco · f2 pedone del bianco · g2 pedone del bianco · h2 pedone del bianco · a1 torre del bianco · b1 cavallo del bianco · c1 alfiere del bianco · d1 donna del bianco · e1 re del bianco · f1 alfiere del bianco · g1 cavallo del bianco · h1 torre del bianco | 5 |
| 4 | a8 pedone del nero · b8 pedone del nero · c8 pedone del nero · f8 pedone del nero · g8 pedone del nero · h8 pedone del nero · a7 pedone del nero · b7 pedone del nero · c7 pedone del nero · d7 pedone del nero · e7 pedone del nero · f7 pedone del nero · g7 pedone del nero · h7 pedone del nero · a6 pedone del nero · b6 pedone del nero · c6 pedone del nero · d6 pedone del nero · e6 pedone del nero · f6 pedone del nero · g6 pedone del nero · h6 pedone del nero · a5 pedone del nero · b5 pedone del nero · c5 pedone del nero · d5 pedone del nero · e5 pedone del nero · f5 pedone del nero · g5 pedone del nero · h5 pedone del nero · d4 pedone del nero · e4 pedone del nero · a2 pedone del bianco · b2 pedone del bianco · c2 pedone del bianco · d2 pedone del bianco · e2 pedone del bianco · f2 pedone del bianco · g2 pedone del bianco · h2 pedone del bianco · a1 torre del bianco · b1 cavallo del bianco · c1 alfiere del bianco · d1 donna del bianco · e1 re del bianco · f1 alfiere del bianco · g1 cavallo del bianco · h1 torre del bianco | a8 pedone del nero · b8 pedone del nero · c8 pedone del nero · f8 pedone del nero · g8 pedone del nero · h8 pedone del nero · a7 pedone del nero · b7 pedone del nero · c7 pedone del nero · d7 pedone del nero · e7 pedone del nero · f7 pedone del nero · g7 pedone del nero · h7 pedone del nero · a6 pedone del nero · b6 pedone del nero · c6 pedone del nero · d6 pedone del nero · e6 pedone del nero · f6 pedone del nero · g6 pedone del nero · h6 pedone del nero · a5 pedone del nero · b5 pedone del nero · c5 pedone del nero · d5 pedone del nero · e5 pedone del nero · f5 pedone del nero · g5 pedone del nero · h5 pedone del nero · d4 pedone del nero · e4 pedone del nero · a2 pedone del bianco · b2 pedone del bianco · c2 pedone del bianco · d2 pedone del bianco · e2 pedone del bianco · f2 pedone del bianco · g2 pedone del bianco · h2 pedone del bianco · a1 torre del bianco · b1 cavallo del bianco · c1 alfiere del bianco · d1 donna del bianco · e1 re del bianco · f1 alfiere del bianco · g1 cavallo del bianco · h1 torre del bianco | a8 pedone del nero · b8 pedone del nero · c8 pedone del nero · f8 pedone del nero · g8 pedone del nero · h8 pedone del nero · a7 pedone del nero · b7 pedone del nero · c7 pedone del nero · d7 pedone del nero · e7 pedone del nero · f7 pedone del nero · g7 pedone del nero · h7 pedone del nero · a6 pedone del nero · b6 pedone del nero · c6 pedone del nero · d6 pedone del nero · e6 pedone del nero · f6 pedone del nero · g6 pedone del nero · h6 pedone del nero · a5 pedone del nero · b5 pedone del nero · c5 pedone del nero · d5 pedone del nero · e5 pedone del nero · f5 pedone del nero · g5 pedone del nero · h5 pedone del nero · d4 pedone del nero · e4 pedone del nero · a2 pedone del bianco · b2 pedone del bianco · c2 pedone del bianco · d2 pedone del bianco · e2 pedone del bianco · f2 pedone del bianco · g2 pedone del bianco · h2 pedone del bianco · a1 torre del bianco · b1 cavallo del bianco · c1 alfiere del bianco · d1 donna del bianco · e1 re del bianco · f1 alfiere del bianco · g1 cavallo del bianco · h1 torre del bianco | a8 pedone del nero · b8 pedone del nero · c8 pedone del nero · f8 pedone del nero · g8 pedone del nero · h8 pedone del nero · a7 pedone del nero · b7 pedone del nero · c7 pedone del nero · d7 pedone del nero · e7 pedone del nero · f7 pedone del nero · g7 pedone del nero · h7 pedone del nero · a6 pedone del nero · b6 pedone del nero · c6 pedone del nero · d6 pedone del nero · e6 pedone del nero · f6 pedone del nero · g6 pedone del nero · h6 pedone del nero · a5 pedone del nero · b5 pedone del nero · c5 pedone del nero · d5 pedone del nero · e5 pedone del nero · f5 pedone del nero · g5 pedone del nero · h5 pedone del nero · d4 pedone del nero · e4 pedone del nero · a2 pedone del bianco · b2 pedone del bianco · c2 pedone del bianco · d2 pedone del bianco · e2 pedone del bianco · f2 pedone del bianco · g2 pedone del bianco · h2 pedone del bianco · a1 torre del bianco · b1 cavallo del bianco · c1 alfiere del bianco · d1 donna del bianco · e1 re del bianco · f1 alfiere del bianco · g1 cavallo del bianco · h1 torre del bianco | a8 pedone del nero · b8 pedone del nero · c8 pedone del nero · f8 pedone del nero · g8 pedone del nero · h8 pedone del nero · a7 pedone del nero · b7 pedone del nero · c7 pedone del nero · d7 pedone del nero · e7 pedone del nero · f7 pedone del nero · g7 pedone del nero · h7 pedone del nero · a6 pedone del nero · b6 pedone del nero · c6 pedone del nero · d6 pedone del nero · e6 pedone del nero · f6 pedone del nero · g6 pedone del nero · h6 pedone del nero · a5 pedone del nero · b5 pedone del nero · c5 pedone del nero · d5 pedone del nero · e5 pedone del nero · f5 pedone del nero · g5 pedone del nero · h5 pedone del nero · d4 pedone del nero · e4 pedone del nero · a2 pedone del bianco · b2 pedone del bianco · c2 pedone del bianco · d2 pedone del bianco · e2 pedone del bianco · f2 pedone del bianco · g2 pedone del bianco · h2 pedone del bianco · a1 torre del bianco · b1 cavallo del bianco · c1 alfiere del bianco · d1 donna del bianco · e1 re del bianco · f1 alfiere del bianco · g1 cavallo del bianco · h1 torre del bianco | a8 pedone del nero · b8 pedone del nero · c8 pedone del nero · f8 pedone del nero · g8 pedone del nero · h8 pedone del nero · a7 pedone del nero · b7 pedone del nero · c7 pedone del nero · d7 pedone del nero · e7 pedone del nero · f7 pedone del nero · g7 pedone del nero · h7 pedone del nero · a6 pedone del nero · b6 pedone del nero · c6 pedone del nero · d6 pedone del nero · e6 pedone del nero · f6 pedone del nero · g6 pedone del nero · h6 pedone del nero · a5 pedone del nero · b5 pedone del nero · c5 pedone del nero · d5 pedone del nero · e5 pedone del nero · f5 pedone del nero · g5 pedone del nero · h5 pedone del nero · d4 pedone del nero · e4 pedone del nero · a2 pedone del bianco · b2 pedone del bianco · c2 pedone del bianco · d2 pedone del bianco · e2 pedone del bianco · f2 pedone del bianco · g2 pedone del bianco · h2 pedone del bianco · a1 torre del bianco · b1 cavallo del bianco · c1 alfiere del bianco · d1 donna del bianco · e1 re del bianco · f1 alfiere del bianco · g1 cavallo del bianco · h1 torre del bianco | a8 pedone del nero · b8 pedone del nero · c8 pedone del nero · f8 pedone del nero · g8 pedone del nero · h8 pedone del nero · a7 pedone del nero · b7 pedone del nero · c7 pedone del nero · d7 pedone del nero · e7 pedone del nero · f7 pedone del nero · g7 pedone del nero · h7 pedone del nero · a6 pedone del nero · b6 pedone del nero · c6 pedone del nero · d6 pedone del nero · e6 pedone del nero · f6 pedone del nero · g6 pedone del nero · h6 pedone del nero · a5 pedone del nero · b5 pedone del nero · c5 pedone del nero · d5 pedone del nero · e5 pedone del nero · f5 pedone del nero · g5 pedone del nero · h5 pedone del nero · d4 pedone del nero · e4 pedone del nero · a2 pedone del bianco · b2 pedone del bianco · c2 pedone del bianco · d2 pedone del bianco · e2 pedone del bianco · f2 pedone del bianco · g2 pedone del bianco · h2 pedone del bianco · a1 torre del bianco · b1 cavallo del bianco · c1 alfiere del bianco · d1 donna del bianco · e1 re del bianco · f1 alfiere del bianco · g1 cavallo del bianco · h1 torre del bianco | a8 pedone del nero · b8 pedone del nero · c8 pedone del nero · f8 pedone del nero · g8 pedone del nero · h8 pedone del nero · a7 pedone del nero · b7 pedone del nero · c7 pedone del nero · d7 pedone del nero · e7 pedone del nero · f7 pedone del nero · g7 pedone del nero · h7 pedone del nero · a6 pedone del nero · b6 pedone del nero · c6 pedone del nero · d6 pedone del nero · e6 pedone del nero · f6 pedone del nero · g6 pedone del nero · h6 pedone del nero · a5 pedone del nero · b5 pedone del nero · c5 pedone del nero · d5 pedone del nero · e5 pedone del nero · f5 pedone del nero · g5 pedone del nero · h5 pedone del nero · d4 pedone del nero · e4 pedone del nero · a2 pedone del bianco · b2 pedone del bianco · c2 pedone del bianco · d2 pedone del bianco · e2 pedone del bianco · f2 pedone del bianco · g2 pedone del bianco · h2 pedone del bianco · a1 torre del bianco · b1 cavallo del bianco · c1 alfiere del bianco · d1 donna del bianco · e1 re del bianco · f1 alfiere del bianco · g1 cavallo del bianco · h1 torre del bianco | 4 |
| 3 | a8 pedone del nero · b8 pedone del nero · c8 pedone del nero · f8 pedone del nero · g8 pedone del nero · h8 pedone del nero · a7 pedone del nero · b7 pedone del nero · c7 pedone del nero · d7 pedone del nero · e7 pedone del nero · f7 pedone del nero · g7 pedone del nero · h7 pedone del nero · a6 pedone del nero · b6 pedone del nero · c6 pedone del nero · d6 pedone del nero · e6 pedone del nero · f6 pedone del nero · g6 pedone del nero · h6 pedone del nero · a5 pedone del nero · b5 pedone del nero · c5 pedone del nero · d5 pedone del nero · e5 pedone del nero · f5 pedone del nero · g5 pedone del nero · h5 pedone del nero · d4 pedone del nero · e4 pedone del nero · a2 pedone del bianco · b2 pedone del bianco · c2 pedone del bianco · d2 pedone del bianco · e2 pedone del bianco · f2 pedone del bianco · g2 pedone del bianco · h2 pedone del bianco · a1 torre del bianco · b1 cavallo del bianco · c1 alfiere del bianco · d1 donna del bianco · e1 re del bianco · f1 alfiere del bianco · g1 cavallo del bianco · h1 torre del bianco | a8 pedone del nero · b8 pedone del nero · c8 pedone del nero · f8 pedone del nero · g8 pedone del nero · h8 pedone del nero · a7 pedone del nero · b7 pedone del nero · c7 pedone del nero · d7 pedone del nero · e7 pedone del nero · f7 pedone del nero · g7 pedone del nero · h7 pedone del nero · a6 pedone del nero · b6 pedone del nero · c6 pedone del nero · d6 pedone del nero · e6 pedone del nero · f6 pedone del nero · g6 pedone del nero · h6 pedone del nero · a5 pedone del nero · b5 pedone del nero · c5 pedone del nero · d5 pedone del nero · e5 pedone del nero · f5 pedone del nero · g5 pedone del nero · h5 pedone del nero · d4 pedone del nero · e4 pedone del nero · a2 pedone del bianco · b2 pedone del bianco · c2 pedone del bianco · d2 pedone del bianco · e2 pedone del bianco · f2 pedone del bianco · g2 pedone del bianco · h2 pedone del bianco · a1 torre del bianco · b1 cavallo del bianco · c1 alfiere del bianco · d1 donna del bianco · e1 re del bianco · f1 alfiere del bianco · g1 cavallo del bianco · h1 torre del bianco | a8 pedone del nero · b8 pedone del nero · c8 pedone del nero · f8 pedone del nero · g8 pedone del nero · h8 pedone del nero · a7 pedone del nero · b7 pedone del nero · c7 pedone del nero · d7 pedone del nero · e7 pedone del nero · f7 pedone del nero · g7 pedone del nero · h7 pedone del nero · a6 pedone del nero · b6 pedone del nero · c6 pedone del nero · d6 pedone del nero · e6 pedone del nero · f6 pedone del nero · g6 pedone del nero · h6 pedone del nero · a5 pedone del nero · b5 pedone del nero · c5 pedone del nero · d5 pedone del nero · e5 pedone del nero · f5 pedone del nero · g5 pedone del nero · h5 pedone del nero · d4 pedone del nero · e4 pedone del nero · a2 pedone del bianco · b2 pedone del bianco · c2 pedone del bianco · d2 pedone del bianco · e2 pedone del bianco · f2 pedone del bianco · g2 pedone del bianco · h2 pedone del bianco · a1 torre del bianco · b1 cavallo del bianco · c1 alfiere del bianco · d1 donna del bianco · e1 re del bianco · f1 alfiere del bianco · g1 cavallo del bianco · h1 torre del bianco | a8 pedone del nero · b8 pedone del nero · c8 pedone del nero · f8 pedone del nero · g8 pedone del nero · h8 pedone del nero · a7 pedone del nero · b7 pedone del nero · c7 pedone del nero · d7 pedone del nero · e7 pedone del nero · f7 pedone del nero · g7 pedone del nero · h7 pedone del nero · a6 pedone del nero · b6 pedone del nero · c6 pedone del nero · d6 pedone del nero · e6 pedone del nero · f6 pedone del nero · g6 pedone del nero · h6 pedone del nero · a5 pedone del nero · b5 pedone del nero · c5 pedone del nero · d5 pedone del nero · e5 pedone del nero · f5 pedone del nero · g5 pedone del nero · h5 pedone del nero · d4 pedone del nero · e4 pedone del nero · a2 pedone del bianco · b2 pedone del bianco · c2 pedone del bianco · d2 pedone del bianco · e2 pedone del bianco · f2 pedone del bianco · g2 pedone del bianco · h2 pedone del bianco · a1 torre del bianco · b1 cavallo del bianco · c1 alfiere del bianco · d1 donna del bianco · e1 re del bianco · f1 alfiere del bianco · g1 cavallo del bianco · h1 torre del bianco | a8 pedone del nero · b8 pedone del nero · c8 pedone del nero · f8 pedone del nero · g8 pedone del nero · h8 pedone del nero · a7 pedone del nero · b7 pedone del nero · c7 pedone del nero · d7 pedone del nero · e7 pedone del nero · f7 pedone del nero · g7 pedone del nero · h7 pedone del nero · a6 pedone del nero · b6 pedone del nero · c6 pedone del nero · d6 pedone del nero · e6 pedone del nero · f6 pedone del nero · g6 pedone del nero · h6 pedone del nero · a5 pedone del nero · b5 pedone del nero · c5 pedone del nero · d5 pedone del nero · e5 pedone del nero · f5 pedone del nero · g5 pedone del nero · h5 pedone del nero · d4 pedone del nero · e4 pedone del nero · a2 pedone del bianco · b2 pedone del bianco · c2 pedone del bianco · d2 pedone del bianco · e2 pedone del bianco · f2 pedone del bianco · g2 pedone del bianco · h2 pedone del bianco · a1 torre del bianco · b1 cavallo del bianco · c1 alfiere del bianco · d1 donna del bianco · e1 re del bianco · f1 alfiere del bianco · g1 cavallo del bianco · h1 torre del bianco | a8 pedone del nero · b8 pedone del nero · c8 pedone del nero · f8 pedone del nero · g8 pedone del nero · h8 pedone del nero · a7 pedone del nero · b7 pedone del nero · c7 pedone del nero · d7 pedone del nero · e7 pedone del nero · f7 pedone del nero · g7 pedone del nero · h7 pedone del nero · a6 pedone del nero · b6 pedone del nero · c6 pedone del nero · d6 pedone del nero · e6 pedone del nero · f6 pedone del nero · g6 pedone del nero · h6 pedone del nero · a5 pedone del nero · b5 pedone del nero · c5 pedone del nero · d5 pedone del nero · e5 pedone del nero · f5 pedone del nero · g5 pedone del nero · h5 pedone del nero · d4 pedone del nero · e4 pedone del nero · a2 pedone del bianco · b2 pedone del bianco · c2 pedone del bianco · d2 pedone del bianco · e2 pedone del bianco · f2 pedone del bianco · g2 pedone del bianco · h2 pedone del bianco · a1 torre del bianco · b1 cavallo del bianco · c1 alfiere del bianco · d1 donna del bianco · e1 re del bianco · f1 alfiere del bianco · g1 cavallo del bianco · h1 torre del bianco | a8 pedone del nero · b8 pedone del nero · c8 pedone del nero · f8 pedone del nero · g8 pedone del nero · h8 pedone del nero · a7 pedone del nero · b7 pedone del nero · c7 pedone del nero · d7 pedone del nero · e7 pedone del nero · f7 pedone del nero · g7 pedone del nero · h7 pedone del nero · a6 pedone del nero · b6 pedone del nero · c6 pedone del nero · d6 pedone del nero · e6 pedone del nero · f6 pedone del nero · g6 pedone del nero · h6 pedone del nero · a5 pedone del nero · b5 pedone del nero · c5 pedone del nero · d5 pedone del nero · e5 pedone del nero · f5 pedone del nero · g5 pedone del nero · h5 pedone del nero · d4 pedone del nero · e4 pedone del nero · a2 pedone del bianco · b2 pedone del bianco · c2 pedone del bianco · d2 pedone del bianco · e2 pedone del bianco · f2 pedone del bianco · g2 pedone del bianco · h2 pedone del bianco · a1 torre del bianco · b1 cavallo del bianco · c1 alfiere del bianco · d1 donna del bianco · e1 re del bianco · f1 alfiere del bianco · g1 cavallo del bianco · h1 torre del bianco | a8 pedone del nero · b8 pedone del nero · c8 pedone del nero · f8 pedone del nero · g8 pedone del nero · h8 pedone del nero · a7 pedone del nero · b7 pedone del nero · c7 pedone del nero · d7 pedone del nero · e7 pedone del nero · f7 pedone del nero · g7 pedone del nero · h7 pedone del nero · a6 pedone del nero · b6 pedone del nero · c6 pedone del nero · d6 pedone del nero · e6 pedone del nero · f6 pedone del nero · g6 pedone del nero · h6 pedone del nero · a5 pedone del nero · b5 pedone del nero · c5 pedone del nero · d5 pedone del nero · e5 pedone del nero · f5 pedone del nero · g5 pedone del nero · h5 pedone del nero · d4 pedone del nero · e4 pedone del nero · a2 pedone del bianco · b2 pedone del bianco · c2 pedone del bianco · d2 pedone del bianco · e2 pedone del bianco · f2 pedone del bianco · g2 pedone del bianco · h2 pedone del bianco · a1 torre del bianco · b1 cavallo del bianco · c1 alfiere del bianco · d1 donna del bianco · e1 re del bianco · f1 alfiere del bianco · g1 cavallo del bianco · h1 torre del bianco | 3 |
| 2 | a8 pedone del nero · b8 pedone del nero · c8 pedone del nero · f8 pedone del nero · g8 pedone del nero · h8 pedone del nero · a7 pedone del nero · b7 pedone del nero · c7 pedone del nero · d7 pedone del nero · e7 pedone del nero · f7 pedone del nero · g7 pedone del nero · h7 pedone del nero · a6 pedone del nero · b6 pedone del nero · c6 pedone del nero · d6 pedone del nero · e6 pedone del nero · f6 pedone del nero · g6 pedone del nero · h6 pedone del nero · a5 pedone del nero · b5 pedone del nero · c5 pedone del nero · d5 pedone del nero · e5 pedone del nero · f5 pedone del nero · g5 pedone del nero · h5 pedone del nero · d4 pedone del nero · e4 pedone del nero · a2 pedone del bianco · b2 pedone del bianco · c2 pedone del bianco · d2 pedone del bianco · e2 pedone del bianco · f2 pedone del bianco · g2 pedone del bianco · h2 pedone del bianco · a1 torre del bianco · b1 cavallo del bianco · c1 alfiere del bianco · d1 donna del bianco · e1 re del bianco · f1 alfiere del bianco · g1 cavallo del bianco · h1 torre del bianco | a8 pedone del nero · b8 pedone del nero · c8 pedone del nero · f8 pedone del nero · g8 pedone del nero · h8 pedone del nero · a7 pedone del nero · b7 pedone del nero · c7 pedone del nero · d7 pedone del nero · e7 pedone del nero · f7 pedone del nero · g7 pedone del nero · h7 pedone del nero · a6 pedone del nero · b6 pedone del nero · c6 pedone del nero · d6 pedone del nero · e6 pedone del nero · f6 pedone del nero · g6 pedone del nero · h6 pedone del nero · a5 pedone del nero · b5 pedone del nero · c5 pedone del nero · d5 pedone del nero · e5 pedone del nero · f5 pedone del nero · g5 pedone del nero · h5 pedone del nero · d4 pedone del nero · e4 pedone del nero · a2 pedone del bianco · b2 pedone del bianco · c2 pedone del bianco · d2 pedone del bianco · e2 pedone del bianco · f2 pedone del bianco · g2 pedone del bianco · h2 pedone del bianco · a1 torre del bianco · b1 cavallo del bianco · c1 alfiere del bianco · d1 donna del bianco · e1 re del bianco · f1 alfiere del bianco · g1 cavallo del bianco · h1 torre del bianco | a8 pedone del nero · b8 pedone del nero · c8 pedone del nero · f8 pedone del nero · g8 pedone del nero · h8 pedone del nero · a7 pedone del nero · b7 pedone del nero · c7 pedone del nero · d7 pedone del nero · e7 pedone del nero · f7 pedone del nero · g7 pedone del nero · h7 pedone del nero · a6 pedone del nero · b6 pedone del nero · c6 pedone del nero · d6 pedone del nero · e6 pedone del nero · f6 pedone del nero · g6 pedone del nero · h6 pedone del nero · a5 pedone del nero · b5 pedone del nero · c5 pedone del nero · d5 pedone del nero · e5 pedone del nero · f5 pedone del nero · g5 pedone del nero · h5 pedone del nero · d4 pedone del nero · e4 pedone del nero · a2 pedone del bianco · b2 pedone del bianco · c2 pedone del bianco · d2 pedone del bianco · e2 pedone del bianco · f2 pedone del bianco · g2 pedone del bianco · h2 pedone del bianco · a1 torre del bianco · b1 cavallo del bianco · c1 alfiere del bianco · d1 donna del bianco · e1 re del bianco · f1 alfiere del bianco · g1 cavallo del bianco · h1 torre del bianco | a8 pedone del nero · b8 pedone del nero · c8 pedone del nero · f8 pedone del nero · g8 pedone del nero · h8 pedone del nero · a7 pedone del nero · b7 pedone del nero · c7 pedone del nero · d7 pedone del nero · e7 pedone del nero · f7 pedone del nero · g7 pedone del nero · h7 pedone del nero · a6 pedone del nero · b6 pedone del nero · c6 pedone del nero · d6 pedone del nero · e6 pedone del nero · f6 pedone del nero · g6 pedone del nero · h6 pedone del nero · a5 pedone del nero · b5 pedone del nero · c5 pedone del nero · d5 pedone del nero · e5 pedone del nero · f5 pedone del nero · g5 pedone del nero · h5 pedone del nero · d4 pedone del nero · e4 pedone del nero · a2 pedone del bianco · b2 pedone del bianco · c2 pedone del bianco · d2 pedone del bianco · e2 pedone del bianco · f2 pedone del bianco · g2 pedone del bianco · h2 pedone del bianco · a1 torre del bianco · b1 cavallo del bianco · c1 alfiere del bianco · d1 donna del bianco · e1 re del bianco · f1 alfiere del bianco · g1 cavallo del bianco · h1 torre del bianco | a8 pedone del nero · b8 pedone del nero · c8 pedone del nero · f8 pedone del nero · g8 pedone del nero · h8 pedone del nero · a7 pedone del nero · b7 pedone del nero · c7 pedone del nero · d7 pedone del nero · e7 pedone del nero · f7 pedone del nero · g7 pedone del nero · h7 pedone del nero · a6 pedone del nero · b6 pedone del nero · c6 pedone del nero · d6 pedone del nero · e6 pedone del nero · f6 pedone del nero · g6 pedone del nero · h6 pedone del nero · a5 pedone del nero · b5 pedone del nero · c5 pedone del nero · d5 pedone del nero · e5 pedone del nero · f5 pedone del nero · g5 pedone del nero · h5 pedone del nero · d4 pedone del nero · e4 pedone del nero · a2 pedone del bianco · b2 pedone del bianco · c2 pedone del bianco · d2 pedone del bianco · e2 pedone del bianco · f2 pedone del bianco · g2 pedone del bianco · h2 pedone del bianco · a1 torre del bianco · b1 cavallo del bianco · c1 alfiere del bianco · d1 donna del bianco · e1 re del bianco · f1 alfiere del bianco · g1 cavallo del bianco · h1 torre del bianco | a8 pedone del nero · b8 pedone del nero · c8 pedone del nero · f8 pedone del nero · g8 pedone del nero · h8 pedone del nero · a7 pedone del nero · b7 pedone del nero · c7 pedone del nero · d7 pedone del nero · e7 pedone del nero · f7 pedone del nero · g7 pedone del nero · h7 pedone del nero · a6 pedone del nero · b6 pedone del nero · c6 pedone del nero · d6 pedone del nero · e6 pedone del nero · f6 pedone del nero · g6 pedone del nero · h6 pedone del nero · a5 pedone del nero · b5 pedone del nero · c5 pedone del nero · d5 pedone del nero · e5 pedone del nero · f5 pedone del nero · g5 pedone del nero · h5 pedone del nero · d4 pedone del nero · e4 pedone del nero · a2 pedone del bianco · b2 pedone del bianco · c2 pedone del bianco · d2 pedone del bianco · e2 pedone del bianco · f2 pedone del bianco · g2 pedone del bianco · h2 pedone del bianco · a1 torre del bianco · b1 cavallo del bianco · c1 alfiere del bianco · d1 donna del bianco · e1 re del bianco · f1 alfiere del bianco · g1 cavallo del bianco · h1 torre del bianco | a8 pedone del nero · b8 pedone del nero · c8 pedone del nero · f8 pedone del nero · g8 pedone del nero · h8 pedone del nero · a7 pedone del nero · b7 pedone del nero · c7 pedone del nero · d7 pedone del nero · e7 pedone del nero · f7 pedone del nero · g7 pedone del nero · h7 pedone del nero · a6 pedone del nero · b6 pedone del nero · c6 pedone del nero · d6 pedone del nero · e6 pedone del nero · f6 pedone del nero · g6 pedone del nero · h6 pedone del nero · a5 pedone del nero · b5 pedone del nero · c5 pedone del nero · d5 pedone del nero · e5 pedone del nero · f5 pedone del nero · g5 pedone del nero · h5 pedone del nero · d4 pedone del nero · e4 pedone del nero · a2 pedone del bianco · b2 pedone del bianco · c2 pedone del bianco · d2 pedone del bianco · e2 pedone del bianco · f2 pedone del bianco · g2 pedone del bianco · h2 pedone del bianco · a1 torre del bianco · b1 cavallo del bianco · c1 alfiere del bianco · d1 donna del bianco · e1 re del bianco · f1 alfiere del bianco · g1 cavallo del bianco · h1 torre del bianco | a8 pedone del nero · b8 pedone del nero · c8 pedone del nero · f8 pedone del nero · g8 pedone del nero · h8 pedone del nero · a7 pedone del nero · b7 pedone del nero · c7 pedone del nero · d7 pedone del nero · e7 pedone del nero · f7 pedone del nero · g7 pedone del nero · h7 pedone del nero · a6 pedone del nero · b6 pedone del nero · c6 pedone del nero · d6 pedone del nero · e6 pedone del nero · f6 pedone del nero · g6 pedone del nero · h6 pedone del nero · a5 pedone del nero · b5 pedone del nero · c5 pedone del nero · d5 pedone del nero · e5 pedone del nero · f5 pedone del nero · g5 pedone del nero · h5 pedone del nero · d4 pedone del nero · e4 pedone del nero · a2 pedone del bianco · b2 pedone del bianco · c2 pedone del bianco · d2 pedone del bianco · e2 pedone del bianco · f2 pedone del bianco · g2 pedone del bianco · h2 pedone del bianco · a1 torre del bianco · b1 cavallo del bianco · c1 alfiere del bianco · d1 donna del bianco · e1 re del bianco · f1 alfiere del bianco · g1 cavallo del bianco · h1 torre del bianco | 2 |
| 1 | a8 pedone del nero · b8 pedone del nero · c8 pedone del nero · f8 pedone del nero · g8 pedone del nero · h8 pedone del nero · a7 pedone del nero · b7 pedone del nero · c7 pedone del nero · d7 pedone del nero · e7 pedone del nero · f7 pedone del nero · g7 pedone del nero · h7 pedone del nero · a6 pedone del nero · b6 pedone del nero · c6 pedone del nero · d6 pedone del nero · e6 pedone del nero · f6 pedone del nero · g6 pedone del nero · h6 pedone del nero · a5 pedone del nero · b5 pedone del nero · c5 pedone del nero · d5 pedone del nero · e5 pedone del nero · f5 pedone del nero · g5 pedone del nero · h5 pedone del nero · d4 pedone del nero · e4 pedone del nero · a2 pedone del bianco · b2 pedone del bianco · c2 pedone del bianco · d2 pedone del bianco · e2 pedone del bianco · f2 pedone del bianco · g2 pedone del bianco · h2 pedone del bianco · a1 torre del bianco · b1 cavallo del bianco · c1 alfiere del bianco · d1 donna del bianco · e1 re del bianco · f1 alfiere del bianco · g1 cavallo del bianco · h1 torre del bianco | a8 pedone del nero · b8 pedone del nero · c8 pedone del nero · f8 pedone del nero · g8 pedone del nero · h8 pedone del nero · a7 pedone del nero · b7 pedone del nero · c7 pedone del nero · d7 pedone del nero · e7 pedone del nero · f7 pedone del nero · g7 pedone del nero · h7 pedone del nero · a6 pedone del nero · b6 pedone del nero · c6 pedone del nero · d6 pedone del nero · e6 pedone del nero · f6 pedone del nero · g6 pedone del nero · h6 pedone del nero · a5 pedone del nero · b5 pedone del nero · c5 pedone del nero · d5 pedone del nero · e5 pedone del nero · f5 pedone del nero · g5 pedone del nero · h5 pedone del nero · d4 pedone del nero · e4 pedone del nero · a2 pedone del bianco · b2 pedone del bianco · c2 pedone del bianco · d2 pedone del bianco · e2 pedone del bianco · f2 pedone del bianco · g2 pedone del bianco · h2 pedone del bianco · a1 torre del bianco · b1 cavallo del bianco · c1 alfiere del bianco · d1 donna del bianco · e1 re del bianco · f1 alfiere del bianco · g1 cavallo del bianco · h1 torre del bianco | a8 pedone del nero · b8 pedone del nero · c8 pedone del nero · f8 pedone del nero · g8 pedone del nero · h8 pedone del nero · a7 pedone del nero · b7 pedone del nero · c7 pedone del nero · d7 pedone del nero · e7 pedone del nero · f7 pedone del nero · g7 pedone del nero · h7 pedone del nero · a6 pedone del nero · b6 pedone del nero · c6 pedone del nero · d6 pedone del nero · e6 pedone del nero · f6 pedone del nero · g6 pedone del nero · h6 pedone del nero · a5 pedone del nero · b5 pedone del nero · c5 pedone del nero · d5 pedone del nero · e5 pedone del nero · f5 pedone del nero · g5 pedone del nero · h5 pedone del nero · d4 pedone del nero · e4 pedone del nero · a2 pedone del bianco · b2 pedone del bianco · c2 pedone del bianco · d2 pedone del bianco · e2 pedone del bianco · f2 pedone del bianco · g2 pedone del bianco · h2 pedone del bianco · a1 torre del bianco · b1 cavallo del bianco · c1 alfiere del bianco · d1 donna del bianco · e1 re del bianco · f1 alfiere del bianco · g1 cavallo del bianco · h1 torre del bianco | a8 pedone del nero · b8 pedone del nero · c8 pedone del nero · f8 pedone del nero · g8 pedone del nero · h8 pedone del nero · a7 pedone del nero · b7 pedone del nero · c7 pedone del nero · d7 pedone del nero · e7 pedone del nero · f7 pedone del nero · g7 pedone del nero · h7 pedone del nero · a6 pedone del nero · b6 pedone del nero · c6 pedone del nero · d6 pedone del nero · e6 pedone del nero · f6 pedone del nero · g6 pedone del nero · h6 pedone del nero · a5 pedone del nero · b5 pedone del nero · c5 pedone del nero · d5 pedone del nero · e5 pedone del nero · f5 pedone del nero · g5 pedone del nero · h5 pedone del nero · d4 pedone del nero · e4 pedone del nero · a2 pedone del bianco · b2 pedone del bianco · c2 pedone del bianco · d2 pedone del bianco · e2 pedone del bianco · f2 pedone del bianco · g2 pedone del bianco · h2 pedone del bianco · a1 torre del bianco · b1 cavallo del bianco · c1 alfiere del bianco · d1 donna del bianco · e1 re del bianco · f1 alfiere del bianco · g1 cavallo del bianco · h1 torre del bianco | a8 pedone del nero · b8 pedone del nero · c8 pedone del nero · f8 pedone del nero · g8 pedone del nero · h8 pedone del nero · a7 pedone del nero · b7 pedone del nero · c7 pedone del nero · d7 pedone del nero · e7 pedone del nero · f7 pedone del nero · g7 pedone del nero · h7 pedone del nero · a6 pedone del nero · b6 pedone del nero · c6 pedone del nero · d6 pedone del nero · e6 pedone del nero · f6 pedone del nero · g6 pedone del nero · h6 pedone del nero · a5 pedone del nero · b5 pedone del nero · c5 pedone del nero · d5 pedone del nero · e5 pedone del nero · f5 pedone del nero · g5 pedone del nero · h5 pedone del nero · d4 pedone del nero · e4 pedone del nero · a2 pedone del bianco · b2 pedone del bianco · c2 pedone del bianco · d2 pedone del bianco · e2 pedone del bianco · f2 pedone del bianco · g2 pedone del bianco · h2 pedone del bianco · a1 torre del bianco · b1 cavallo del bianco · c1 alfiere del bianco · d1 donna del bianco · e1 re del bianco · f1 alfiere del bianco · g1 cavallo del bianco · h1 torre del bianco | a8 pedone del nero · b8 pedone del nero · c8 pedone del nero · f8 pedone del nero · g8 pedone del nero · h8 pedone del nero · a7 pedone del nero · b7 pedone del nero · c7 pedone del nero · d7 pedone del nero · e7 pedone del nero · f7 pedone del nero · g7 pedone del nero · h7 pedone del nero · a6 pedone del nero · b6 pedone del nero · c6 pedone del nero · d6 pedone del nero · e6 pedone del nero · f6 pedone del nero · g6 pedone del nero · h6 pedone del nero · a5 pedone del nero · b5 pedone del nero · c5 pedone del nero · d5 pedone del nero · e5 pedone del nero · f5 pedone del nero · g5 pedone del nero · h5 pedone del nero · d4 pedone del nero · e4 pedone del nero · a2 pedone del bianco · b2 pedone del bianco · c2 pedone del bianco · d2 pedone del bianco · e2 pedone del bianco · f2 pedone del bianco · g2 pedone del bianco · h2 pedone del bianco · a1 torre del bianco · b1 cavallo del bianco · c1 alfiere del bianco · d1 donna del bianco · e1 re del bianco · f1 alfiere del bianco · g1 cavallo del bianco · h1 torre del bianco | a8 pedone del nero · b8 pedone del nero · c8 pedone del nero · f8 pedone del nero · g8 pedone del nero · h8 pedone del nero · a7 pedone del nero · b7 pedone del nero · c7 pedone del nero · d7 pedone del nero · e7 pedone del nero · f7 pedone del nero · g7 pedone del nero · h7 pedone del nero · a6 pedone del nero · b6 pedone del nero · c6 pedone del nero · d6 pedone del nero · e6 pedone del nero · f6 pedone del nero · g6 pedone del nero · h6 pedone del nero · a5 pedone del nero · b5 pedone del nero · c5 pedone del nero · d5 pedone del nero · e5 pedone del nero · f5 pedone del nero · g5 pedone del nero · h5 pedone del nero · d4 pedone del nero · e4 pedone del nero · a2 pedone del bianco · b2 pedone del bianco · c2 pedone del bianco · d2 pedone del bianco · e2 pedone del bianco · f2 pedone del bianco · g2 pedone del bianco · h2 pedone del bianco · a1 torre del bianco · b1 cavallo del bianco · c1 alfiere del bianco · d1 donna del bianco · e1 re del bianco · f1 alfiere del bianco · g1 cavallo del bianco · h1 torre del bianco | a8 pedone del nero · b8 pedone del nero · c8 pedone del nero · f8 pedone del nero · g8 pedone del nero · h8 pedone del nero · a7 pedone del nero · b7 pedone del nero · c7 pedone del nero · d7 pedone del nero · e7 pedone del nero · f7 pedone del nero · g7 pedone del nero · h7 pedone del nero · a6 pedone del nero · b6 pedone del nero · c6 pedone del nero · d6 pedone del nero · e6 pedone del nero · f6 pedone del nero · g6 pedone del nero · h6 pedone del nero · a5 pedone del nero · b5 pedone del nero · c5 pedone del nero · d5 pedone del nero · e5 pedone del nero · f5 pedone del nero · g5 pedone del nero · h5 pedone del nero · d4 pedone del nero · e4 pedone del nero · a2 pedone del bianco · b2 pedone del bianco · c2 pedone del bianco · d2 pedone del bianco · e2 pedone del bianco · f2 pedone del bianco · g2 pedone del bianco · h2 pedone del bianco · a1 torre del bianco · b1 cavallo del bianco · c1 alfiere del bianco · d1 donna del bianco · e1 re del bianco · f1 alfiere del bianco · g1 cavallo del bianco · h1 torre del bianco | 1 |
|   | a | b | c | d | e | f | g | h |   |

L'orda sono una variante degli scacchi di Dunsany in cui la posizione iniziale è quella descritta nel diagramma a lato e in cui lo scopo del Nero è quello di dare scacco matto, mentre quello del Bianco è di catturare tutti i pedoni neri.

### Scacchi con una scacchiera di forma diversa
Di seguito, alcune varianti degli scacchi che prevedono una forma diversa della scacchiera.

#### Gioco degli scacchi a tre (Giuoco degli scacchi fra tre) di Filippo Marinelli
È il più antico gioco di scacchi a tre giocatori conosciuto, la cui descrizione è stata pubblicata dallo stesso inventore Filippo Marinelli a Napoli nel 1722 dalla Stamperia di Felice Mosca, della quale sono ancora disponibili degli originali, anche in formato elettronico. Alla scacchiera canonica 8×8 si aggiungono tre traverse per ogni giocatore, dando alla scacchiera una forma a T. Anche se altri scacchi a più di due giocatori più antichi non sono da escludere, essendo l'unico di cui abbiamo la certezza, può essere quindi considerato fonte di ispirazione per attuali scacchi simili con 3 o più giocatori, come la variante polacca odierna a scacchiera esagonale.

#### Esapedone
L'esapedone (in inglese hexapawn) è un gioco inventato da Martin Gardner. Il gioco si svolge su una scacchiera {\displaystyle 3\times 3} su cui sono collocati sei pedoni, tre bianchi e tre neri.

#### Scacchi tridimensionali
Con questo nome si indicano tutte le varianti degli scacchi che utilizzano una scacchiera a tre dimensioni.

#### Scacchi esagonali
Con questo nome si indicano le varianti degli scacchi che si giocano su scacchiere esagonali.

#### Scacchi di Alice
Gli scacchi di Alice sono una variante di scacchi eterodossi che si gioca su due scacchiere. Tale variante è stata ideata da Vernon Rylands Parton, un giocatore di scacchi inglese. Il nome si ispira al personaggio del libro Attraverso lo specchio e quel che Alice vi trovò di Lewis Carroll.
Il gioco può essere giocato su una sola scacchiera finché non sono presenti due pezzi su una stessa casa, mettendo una pedina della dama sotto i pezzi che dovrebbero essere sulla scacchiera B oppure, nei computer, indicando i pezzi a testa in giù.

### Scacchi con pezzi inusuali
Molti dei pezzi usati in queste varianti sono pezzi degli scacchi normali. A volte l'obiettivo e le regole rimangono immutate, l'unica differenza consiste nella presenza di pezzi particolari (chiamati in inglese Fairy pieces).

#### Grillo
È un pezzo che viene raffigurato come una regina capovolta, della quale possiede le tradizionali regole di movimento, necessita della presenza di un pezzo da saltare e termina la mossa nella casa adiacente a quest'ultimo, è usato a volte in problemi di scacchi eterodossi.

#### Nottambulo
È un pezzo che viene raffigurato come un cavallo capovolto, può effettuare più mosse successive di cavallo, purché siano nella stessa direzione. Il suo percorso è ad L come il cavallo, ma con la possibilità di effettuare una mossa ad L più lunga rispetto a quest'ultimo. Come il Grillo, viene a volte usato per problemi eterodossi.